# Chiến dịch Praha
Chiến dịch Praha là chiến dịch lớn cuối cùng của Quân đội Liên Xô và các đồng minh tại châu Âu trong Chiến tranh thế giới thứ hai. Diễn ra từ ngày 5 đến ngày 12 tháng 5 năm 1945, đây là một trong số ít các chiến dịch tấn công chiến lược có thời gian ngắn nhất trên mặt trận Xô-Đức. Tham gia chiến dịch có ba Phương diện quân Liên Xô cùng với hai tập đoàn quân Romania, một tập đoàn quân Ba Lan và một quân đoàn Tiệp Khắc với 180 sư đoàn có tổng quân số lên đến gần 2.100.000 người. Đối diện với khối quân khổng lồ này là hơn 900.000 quân Đức và các đơn vị Quân giải phóng Nga (ROA) từ các hướng bị thua trận rút về Tiệp Khắc.
Sau bốn ngày tấn công liên tục, Phương diện quân Ukraina 1 đã giải phóng thủ đô Praha của Tiệp Khắc, phối hợp với Phương diện quân Ukraina 2 và Phương diện quân Ukraina 4 vây chặt Cụm tập đoàn quân Trung tâm (Đức) tại phía Đông Praha. Sau ba ngày giao chiến, Cụm tập đoàn quân này hạ vũ khí đầu hàng quân đội Liên Xô. Trên biên giới Áo-Tiệp Khắc, Cụm tập đoàn quân Áo (Đức) cũng hạ vũ khí đầu hàng Tập đoàn quân 3 (Hoa Kỳ). Thắng lợi nhanh chóng của quân đội Liên Xô trong Chiến dịch Praha cũng đặt dấu chấm hết cho các đạo quân Nga chiến đấu dưới cờ của quân đội Đức Quốc xã, bao gồm Quân đoàn Vlasov, các sư đoàn ROA và các đơn vị SS người Cossack.
Trong thời gian diễn ra chiến dịch, những người Tiệp Khắc yêu nước, chống phát xít đã nổi dậy khởi nghĩa tại Praha, làm phá sản kế hoạch biến Praha thành một Berlin thứ hai của Bộ Tổng tư lệnh tối cao lục quân Đức và chính phủ của đô đốc Karl Dönitz, bảo toàn tương đối nguyên vẹn một số công trình kiến trúc có giá trị lịch sử của thủ đô Praha cổ kính.
Kết thúc chiến dịch, quân đội Liên Xô và quân đội Hoa Kỳ đã gặp nhau trên tuyến phân giới České Budějovice - Plzeň - Karlovy Vary. Đây là tuyến giới hạn tấn công được I. V. Stalin, Franklin D. Roosevelt và Winston Churchill thỏa thuận tại Hội nghị Yalta từ ngày 4 đến 11 tháng 2 năm 1945.

## Bối cảnh chiến dịch
Ngày 30 tháng 4 năm 1945, những người lính của Phương diện quân Byelorussia 1 (Liên Xô) đã cắm lá cờ chiến thắng lên nóc nhà Quốc hội Đức. Cũng trong ngày 30 tháng 4, Văn phòng đế chế (còn gọi là Toà nhà Đế chính) nằm trên đại lộ Friedrich Wilhelm bị Quân đội Liên Xô đánh chiếm. Adolf Hitler tự sát. Ngày 2 tháng 5, đến lượt trụ sở cơ quan an ninh Đức Quốc xã trên đường Unter den Lindel (Dưới rặng bồ đề) thất thủ. Mặc dù chiến sự ở khu vực Berlin cơ bản đã chấm dứt nhưng tại Tây Tiệp Khắc, phía Đông Nam nước Áo, tại bán đảo Kurland và một số đảo trên biển Baltic, quân Đức vẫn không chịu hạ vũ khí. Cùng ngày, tướng Alfred Jodl thay mặt Bộ Tổng tham mưu Đức ký mệnh lệnh:
| “              | Kể từ hôm nay, nguyên tắc chỉ đạo hoạt động chủ yếu của Bộ chỉ huy tối cao quân đội Đức Quốc xã là cứu vãn binh lính Đức khỏi bị quân Nga bắt làm tù binh càng nhiều càng tốt và tiến hành đàm phán ngay với các nước phương Tây về việc ngừng bắn với họ càng sớm càng tốt. | ” |
| — Alfred Jodl, | |   |

Căn cứ vào mệnh lệnh này, quân Đức chỉ hạ vũ khí trên mặt trận phía Tây và mặt trận Ý trong khi vẫn liên tục phản kích vào sườn trái Phương diện quân Ukraina 1 và ngăn chặn Phương diện quân Ukraina 2 (Liên Xô) ở ngoại vi Brno. Ngày 2 tháng 5, Thống chế Albert Kesselring, tư lệnh Cụm tập đoàn quân Italia được sự uỷ nhiệm của Thủy sư đô đốc Karl Dönitz ký thỏa thuận song phương với Bộ tư lệnh quân Đồng Minh tại Địa Trung Hải chấp thuận ngừng bắn ở Bắc Ý.
Trong cơn hấp hối của chế độ phát xít ở Đức khi Berlin, trung tâm quyền lực của Đế chế thứ ba thất thủ, Bộ Tổng chỉ huy tối cao Lục quân Đức đã không còn nắm được quyền điều khiển quân đội trên các mặt trận. Quyền chỉ huy quân đội bị phân rã đến tư lệnh các cụm tập đoàn quân, các tập đoàn quân, quân đoàn, sư đoàn. Đến lượt họ, các tư lệnh chiến trường này cũng không thể kiểm soát được tình hình một quân đội hùng mạnh một thời đang trên đà tan rã. Chỉ có bộ máy SS và Gestapo là vẫn hoạt động một cách chuyên nghiệp và có kỷ luật, bất chấp những thất bại quân sự to lớn trên cả mặt trận phía Đông lẫn mặt trận phía Tây. Ở nhiều chiến trường, các sĩ quan chỉ huy, các đơn vị của lực lượng SS ngày càng đảm nhận vai trò chỉ đạo và trực tiếp tác chiến quan trọng hơn các lực lượng quân đội. Chiến trường Tiệp Khắc trong những ngày cuối cuộc Chiến tranh thế giới thứ hai ở châu Âu thể hiện nổi bật vai trò của lực lượng SS. Trong số các tập đoàn quân còn lại của nước Đức Quốc xã, chỉ có các quân đoàn SS là những đơn vị còn giữ được sức chiến đấu cao. Điều đó gây ra những khó khăn không nhỏ cho quân đội Liên Xô ở phía Đông và quân đội Anh - Mỹ ở phía Tây nước Đức Quốc xã.
Để kéo dài thời gian nhằm ngăn cản quân đội Liên Xô tiến công sâu hơn sang phía Tây, tạo điều kiện cho các đơn vị quân Đức gồm cả quân đội và SS có cơ hội đầu hàng quân đồng minh Anh - Mỹ chứ không đầu hàng Liên Xô, trong những ngày cuối của cuộc chiến, tại chiến trường Tiệp Khắc đã tập trung một cụm quân rất lớn gồm các quân đoàn xe tăng và bộ binh SS thuộc cánh trái của Tập đoàn quân xe tăng 6 SS, các tập đoàn quân xe tăng 1 và 4, các tập đoàn quân binh chủng hợp thành 7, 8 và 17 với tổng quân số không ít hơn tổng quân số Đức Quốc xã có mặt tại mặt trận phía Nam Liên Xô hồi năm 1942. Dưới sự chỉ đạo của Thủy sư đô đốc Karl Dönitz, người thay thế Adolf Hitler đứng đầu chính phủ Đức Quốc xã, tướng Alfred Jodl đã yêu cầu viên tư lệnh quân quản Đức tại Praha phải chuẩn bị nhiều ngôi nhà kiên cố ở Praha để bố trí chỗ làm việc cho cơ quan chính phủ Đức Quốc xã cũng như Bộ chỉ huy tối cao quân đội Đức. Tuy nhiên, những người yêu nước Tiệp Khắc đã làm hỏng ý đồ biến Praha thành một Berlin thứ hai này. Cuộc khởi nghĩa của họ nổ ra ngày 5 tháng 5 đã chặn con đường rút sang phía Tây của Tập đoàn quân xe tăng 1, các tập đoàn quân 8 và 17. Thay vì rút chạy sang tuyến kiểm soát của quân đội Hoa Kỳ trên vùng biên giới Đức - Tiệp Khắc và Áo - Tiệp Khắc, các tập đoàn quân này phải lao vào cuộc chiến để đánh chiếm Praha, mở đường rút sang phía Tây.

## Binh lực và kế hoạch

### Quân đội Liên Xô và các đồng minh

#### Quân đội Liên Xô
Phương diện quân Ukraina 1 do nguyên soái I. S. Konev làm tư lệnh, đại tướng I. Ye. Petrov làm tham mưu trưởng. Tổng quân số 806.400 người. Thành phần gồm có:
- Tập đoàn quân cận vệ 3 do thượng tướng V. N. Gordov chỉ huy.[13] Trong biên chế có:
  - Bộ binh:
    - Quân đoàn 21 gồm các sư đoàn 58, 197, 253.
    - Quân đoàn 76 gồm các sư đoàn 149, 287.
    - Quân đoàn 120 gồm các sư đoàn 106, 127.
    - Các sư đoàn trực thuộc 329 và 389.

  - Pháo binh:
    - Pháo nòng dài: Các lữ đoàn cận vệ 1, cận vệ 40.
    - Lựu pháo: Các lữ đoàn cận vệ 2 và 1528.
    - Hỏa tiễn: Lữ đoàn 163.
    - Pháo chống tăng: Trung đoàn 179.
    - Súng cối: Các trung đoàn 12, 16, 526, 569, cận vệ 8, cận vệ 21, cận vệ 30.
    - Phòng không: Sư đoàn 69 gồm các trung đoàn 1996, 2000, 2004, 2008; Trung đoàn độc lập 1257.

  - Thiết giáp:
    - Quân đoàn xe tăng 25 gồm các lữ đoàn xe tăng 111, 162, 175; Lữ đoàn cơ giới 20; các trung đoàn pháo tự hành 262 (cận vệ chống tăng), 1451; Trung đoàn lựu pháo cận vệ 296; Tiểu đoàn cơ giới trinh sát 53, các trung đoàn súng cối 459 và cận vệ 2; Trung đoàn phòng không 1702.
    - Trung đoàn pháo tự hành 938.

  - Công binh: Các lữ đoàn hỗn hợp 40, 53; Lữ đoàn cầu phao 125.
- Tập đoàn quân cận vệ 5 do thượng tướng A. S. Zhadov chỉ huy.[14] Trong biên chế có:
  - Bộ binh:
    - Quân đoàn cận vệ 32 gồm các sư đoàn cận vệ 13, 95, 97 và Sư đoàn đổ bộ đường không cận vệ 9.
    - Quân đoàn cận vệ 33 gồm các sư đoàn cận vệ 14, 78 và Sư đoàn 118.
    - Quân đoàn cận vệ 34 gồm các sư đoàn cận vệ 15 và 58.

  - Pháo binh:
    - Sư đoàn pháo hỗn hợp 3 gồm Lữ đoàn pháo nòng dài 15, Lữ đoàn lựu pháo 5, các lữ đoàn hỏa tiễn 1 và cận vệ 25, Lữ đoàn pháo chống tăng 116, Lữ đoàn súng cối 7.
    - Sư đoàn phòng không 29 gồm các trung đoàn 1360, 1366, 1372 và 1374.
    - Các đơn vị trực thuộc: Lữ đoàn lựu pháo 155, các lữ đoàn pháo chống tăng 37 và cận vệ 10, các trung đoàn pháo chống tăng 1073 và 1075, các trung đoàn súng cối 469 và cận vệ 308.

  - Thiết giáp:
    - Quân đoàn xe tăng cận vệ 4 gồm các lữ đoàn xe tăng cận vệ 12, 13, 14; Lữ đoàn cơ giới cận vệ 3; Trung đoàn xe tăng cận vệ 29; các trung đoàn pháo tự hành cận vệ 293 và 298; Trung đoàn pháo nòng dài 1660; Tiểu đoàn cơ giới trinh sát 76; các trung đoàn súng cối 240 và 264; Trung đoàn phòng không cận vệ 120.
    - Các đơn vị trực thuộc: Lữ đoàn xe tăng 150, các trung đoàn xe tăng 39 và 226, Trung đoàn pháo tự hành 1889.

  - Công binh: Lữ đoàn cầu 42, Lữ đoàn kỹ thuật 55.
- Tập đoàn quân 13 do thượng tướng N. P. Pukhov chỉ huy.[15] Trong biên chế có:
  - Bộ binh:
    - Quân đoàn 24 gồm các sư đoàn 350, 395.
    - Quân đoàn 27 gồm các sư đoàn cận vệ 6, 117 và sư đoàn 280.
    - Quân đoàn 102 gồm các sư đoàn 121 (cận vệ), 147 và 172.

  - Pháo binh:
    - Sư đoàn cận vệ 1 gồm Lữ đoàn pháo nòng dài cận vệ 3, Lữ đoàn pháo chống tăng 98, Lữ đoàn súng cối 30 và Lữ đoàn hỏa tiễn cận vệ 19.
    - Sư đoàn phòng không 10 gồm các trung đoàn 802, 975, 984 và 994.
    - Các đơn vị trực thuộc: Lữ đoàn pháo nòng dài cận vệ 111, Lữ đoàn lựu pháo cận vệ 39, các trung đoàn pháo chống tăng 493 và 1076, các trung đoàn súng cối 128 và cận vệ 323, Trung đoàn phòng không 1287.

  - Thiết giáp: Trung đoàn xe tăng 88, Trung đoàn pháo tự hành chống tăng 327 các trung đoàn pháo tự hành 372 (cận vệ), 768 và 1228.
  - Công binh: Lữ đoàn hỗn hợp 19.
- Tập đoàn quân 21 do thượng tướng D. N. Gushev chỉ huy.[16] Trong biên chế có:
  - Bộ binh:
    - Quân đoàn 55 gồm các sư đoàn 120, 225 và 285.
    - Quân đoàn 117 gồm các sư đoàn 72, 125 và 282.
    - Quân đoàn 118 gồm các sư đoàn 128, 229, 291.

  - Pháo binh:
    - Sư đoàn hỗn hợp 31 gồm các lữ đoàn 187 (pháo nòng dài), 191 (lựu pháo), 194 (pháo chống tăng), 164 (hỏa tiễn), 51 (súng cối) và tiểu đoàn trinh sát cơ giới cận vệ 38.
    - Sư đoàn hỗn hợp 13 gồm các lữ đoàn 42 (pháo nòng dài), 47 (lựu pháo), 88 và 91 (pháo chống tăng), 101 (hỏa tiễn) và Lữ đoàn súng cối 17.
    - Hỏa tiễn: các trung đoàn 113 và 154.
    - Các đơn vị trực thuộc: Lữ đoàn cận vệ 34 (lựu pháo), Lữ đoàn cận vệ 8 và Trung đoàn 641 (pháo chống tăng), các trung đoàn 104 và cận vệ 88 (súng cối), Sư đoàn phòng không 37 (các trung đoàn 1400, 1404, 1408, 1412), Trung đoàn phòng không 716.

  - Thiết giáp: Trung đoàn xe tăng hạng nặng cận vệ 26; các trung đoàn xe tăng 27, 98; các trung đoàn pháo tự hành 1238 và 1403.
  - Công binh: Lữ đoàn cầu 16 và Lữ đoàn hỗn hợp 52.
- Tập đoàn quân 28 được điều từ lực lượng dự trữ chiến lược của STAVKA, do trung tướng A. A. Luchinsky chỉ huy.[17] Trong biên chế có:
  - Bộ binh:
    - Quân đoàn cận vệ 3 gồm các sư đoàn cận vệ 50, 54 và 96.
    - Quân đoàn 20 gồm các sư đoàn cận vệ 48, 55 và sư đoàn 20.
    - Quân đoàn 128 gồm các sư đoàn 61, 130 và 152.

  - Pháo binh: Lữ đoàn lựu pháo 157, Trung đoàn pháo chống tăng 530, Trung đoàn súng cối cận vệ 133, Sư đoàn phòng không 33 (các trung đoàn 1378, 1710, 1715 và 1718), Trung đoàn phòng không 607.
  - Công binh: Lữ đoàn hỗn hợp 36.
- Tập đoàn quân 31 được điều từ Phương diện quân Byelorussia 3 đến, do trung tướng P. G. Shafranov chỉ huy.[18] Trong biên chế có:
  - Bộ binh:
    - Quân đoàn 36 gồm các sư đoàn 173, 176, 352.
    - Quân đoàn 44 gồm các sư đoàn 62, 174, 220.
    - Quân đoàn 71 gồm các sư đoàn 54, 88, 331.

  - Pháo binh: Lữ đoàn lựu pháo 149, Trung đoàn hỏa tiễn 392, Trung đoàn pháo chống tăng 529, Trung đoàn phòng không 1478.
  - Thiết giáp: Các trung đoàn pháo tự hành 926, 959; Trung đoàn xe bọc thép 52.
  - Công binh: Lữ đoàn hỗn hợp 31.
- Tập đoàn quân 52 do thượng tướng K. A. Koroteev chỉ huy.[19] Trong biên chế có:
  - Bộ binh:
    - Quân đoàn 48 gồm các sư đoàn 111, 116, 213.
    - Quân đoàn 73 gồm các sư đoàn 31, 50, 214.
    - Quân đoàn 78 gồm các sư đoàn 254, 373.

  - Pháo binh:
    - Sư đoàn hỗn hợp 4 gồm các lữ đoàn 168 (pháo nòng dài), 171 (lựu pháo), cận vệ 50 (chống tăng), 37 (súng cối), 49 (súng cối tự hành).
    - Các đơn vị trực thuộc: Lữ đoàn lựu pháo 145, các lữ đoàn 26 và cận vệ 9 (chống tăng), các trung đoàn 640, 1322, cận vệ 51 và cận vệ 357 (chống tăng), các trung đoàn 476, 490, 497, cận vệ 35 và cận vệ 65 (súng cối), Sư đoàn phòng không 231 (các trung đoàn 1044, 1334, 1340, 1346), Trung đoàn phòng không cận vệ 162.

  - Thiết giáp: Lữ đoàn pháo tự hành 8, Trung đoàn xe tăng 124.
  - Công binh: Lữ đoàn hỗn hợp 58.
- Tập đoàn quân 59 do trung tướng I. T. Korovnikov chỉ huy.[20] Trong biên chế có:
  - Bộ binh:
    - Quân đoàn 48 gồm các sư đoàn 13 và 80.
    - Quân đoàn 93 gồm các sư đoàn 98, 239 và 391.
    - Quân đoàn 115 gồm các sư đoàn 92, 135 và 245.
    - Các sư đoàn trực thuộc 286 và 314.

  - Pháo binh: Lữ đoàn lựu pháo 127, Trung đoàn hỏa tiễn 116, Lữ đoàn 18 và Trung đoàn 883 (pháo chống tăng), các trung đoàn 127 và cận vệ 70 (súng cối); Sư đoàn phòng không 43 (các trung đoàn 464, 635, 1463 và 1464), Trung đoàn phòng không 1470.
  - Thiết giáp: Các trung đoàn pháo tự hành 806 và 952.
  - Công binh: Lữ đoàn hỗn hợp 21.
- Tập đoàn quân xe tăng cận vệ 3 do thượng tướng P. S. Rybalko chỉ huy[21]. Trong biên chế có:
  - Quân đoàn xe tăng cận vệ 6 gồm có:
    - Xe tăng: Các lữ đoàn cận vệ 51, 52, 53.
    - Pháo tự hành: các trung đoàn cận vệ 385 (chống tăng), 1893 và 1894.
    - Cơ giới: Lữ đoàn cận vệ 22, tiểu đoàn trinh sát cận vệ 3.
    - Pháo binh: các trung đoàn 1645 (nòng dài), 372 (lựu pháo), cận vệ 272 và 439 (súng cối), cận vệ 286 (phòng không).

  - Quân đoàn xe tăng cận vệ 7 gồm có:
    - Xe tăng: Các lữ đoàn cận vệ 54, 55, 56.
    - Pháo tự hành: các trung đoàn cận vệ 384 (chống tăng) và 702.
    - Cơ giới: Lữ đoàn cận vệ 23, tiểu đoàn trinh sát cận vệ 4.
    - Pháo binh: các trung đoàn 408 (nòng dài), cận vệ 440 và 467 (súng cối), cận vệ 287 (phòng không).

  - Quân đoàn cơ giới 9 gồm có:
    - Xe tăng: Lữ đoàn 91.
    - Pháo tự hành: các trung đoàn cận vệ 383 (chống tăng), 1507 và 1987.
    - Cơ giới: Lữ đoàn 69, 70, 71, Tiểu đoàn trinh sát cơ giới 100.
    - Pháo binh: các trung đoàn cận vệ 441 và 616 (súng cối), 1719 (phòng không).

  - Các đơn vị trực thuộc:
    - Thiết giáp: Lữ đoàn pháo tự hành 16, Trung đoàn xe tăng hạng nặng cận vệ 57.
    - Cơ giới: Trung đoàn cơ giới 50, Tiểu đoàn trinh sát cơ giới 39.
    - Pháo binh: Lữ đoàn pháo nòng dài 19, Trung đoàn súng cối cận vệ 91, các trung đoàn phòng không 1381 và 1394.
    - Công binh: Lữ đoàn cầu 19, Trung đoàn xe kỹ thuật 90.
    - Không quân: Phi đội không quân trinh sát, liên lạc 372.
- Tập đoàn quân xe tăng cận vệ 4 do thượng tướng D. D. Lelyushenko chỉ huy.[22] Trong biên chế có:
  - Quân đoàn cơ giới cận vệ 5 gồm có:
    - Xe tăng: Lữ đoàn cận vệ 24.
    - Pháo tự hành: Trung đoàn cận vệ 379 (chống tăng), các trung đoàn 1447 và cận vệ 104.
    - Cơ giới: Các lữ đoàn cận vệ 10, 11, 12; Tiểu đoàn trinh sát cận vệ 2.
    - Pháo binh: các trung đoàn súng cối 285 và cận vệ 11, Trung đoàn phòng không 763.

  - Quân đoàn cơ giới cận vệ 6 gồm có:
    - Xe tăng: Lữ đoàn xe tăng hạng nặng cận vệ 28, Trung đoàn xe tăng 56.
    - Pháo tự hành: các trung đoàn 1433, 1727.
    - Cơ giới, các lữ đoàn cận vệ 16, 17; Lữ đoàn 49; Tiểu đoàn trinh sát 95.
    - Pháo binh: các trung đoàn súng cối cận vệ 52, 240; Trung đoàn phòng không cận vệ 427.

  - Quân đoàn xe tăng cận vệ 10 gồm có:
    - Xe tăng: các lữ đoàn cận vệ 61, 62, 63; Trung đoàn xe tăng hạng nặng cận vệ 72.
    - Pháo tự hành: Trung đoàn 1222.
    - Cơ giới: Lữ đoàn cận vệ 29, Tiểu đoàn trinh sát cận vệ 7.
    - Pháo binh: Trung đoàn 1689 (nòng dài), các trung đoàn cận vệ 248 và 299 (súng cối), Trung đoàn phòng không cận vệ 359.

  - Các đơn vị trực thuộc:
    - Thiết giáp: Lữ đoàn cận vệ 68, Lữ đoàn cận vệ 13 (xe tăng hạng nặng), Lữ đoàn pháo tự hành cận vệ 70, Trung đoàn cơ giới 51.
    - Pháo binh: Lữ đoàn pháo nòng dài 200, Trung đoàn súng cối cận vệ 312, Sư đoàn phòng không cận vệ 6 (các trung đoàn cận vệ 431, 432, 433 và 434).
    - Công binh: Lữ đoàn cầu 20, Trung đoàn xe kỹ thuật cận vệ 119.
    - Không quân: Phi đội trinh sát, liên lạc 225.
- Tập đoàn quân không quân 2 do thượng tướng không quân S. A. Kravsovskiy chỉ huy[23]. Thành phần gồm có:
  - Máy bay ném bom:
    - Quân đoàn 4 gồm các sư đoàn 202 và 219.
    - Quân đoàn cận vệ 6 gồm các sư đoàn cận vệ 1 và 8.
    - Sư đoàn ném bom ban đêm 208.

  - Máy bay cường kích:
    - Quân đoàn cận vệ 1 gồm các sư đoàn cường kích cận vệ 8, 9 và Sư đoàn tiêm kích cận vệ 12.
    - Quân đoàn cận vệ 2 gồm các sư đoàn cường kích cận vệ 5, 6 và Sư đoàn tiêm kích cận vệ 11.
    - Quân đoàn 3 gồm các sư đoàn cường kích 307, 308 và Sư đoàn tiêm kích 181.
    - Các trung đoàn cường kích cận vệ 98 và 193.

  - Máy bay tiêm kích:
    - Quân đoàn 2 gồm các sư đoàn 7 (cận vệ) và 322.
    - Quân đoàn 5 gồm các sư đoàn 8 (cận vệ) và 256.
    - Quân đoàn cận vệ 6 gồm các sư đoàn cận vệ 9, 22 và 23.

  - Trợ chiến: Trung đoàn thông tin 118, Trung đoàn kỹ thuật 203, Trung đoàn vận tải 228, Trung đoàn tìm kiếm cứu hộ, liên lạc cận vệ 4, Cụm căn cứ vùng 23 không quân.
- Các đơn vị trực thuộc phương diện quân:
  - Quân đoàn cơ giới cận vệ 7 gồm các lữ đoàn cơ giới cận vệ 24, 25, 26; Lữ đoàn xe tăng cận vệ 57, các trung đoàn pháo tự hành cận vệ 355 (chống tăng), cận vệ 291 và 1820; Tiểu đoàn trinh sát cơ giới cận vệ 5, các trung đoàn súng cối cận vệ 410 và 468; Trung đoàn phòng không cận vệ 288, Lữ đoàn cầu phao 25, các tiểu đoàn kỹ thuật cận vệ 15 và 28.
  - Quân đoàn kỵ binh cận vệ 1 của trung tướng V. K. Baranov chỉ huy, gồm các sư đoàn kỵ binh cận vệ 1, 2, 7; Trung đoàn pháo tự hành 1244; Trung đoàn súng cối cận vệ 1 và 143; Trung đoàn xe tăng cận vệ 1, Trung đoàn cơ giới trinh sát cận vệ 1, Lữ đoàn phòng không cơ giới cận vệ 1, Trung đoàn phòng không 319.
  - Thiết giáp: Lữ đoàn xe tăng 16, các trung đoàn pháo tự hành cận vệ 274 (chống tăng), cận vệ 356 và 416, 1198, 1295, 1976 và 1977; các trung đoàn xe bọc thép 21, 45, 49 và 58.
  - Pháo binh:
    - Sư đoàn 7 Katyusha.
    - Sư đoàn 17 gồm Lữ đoàn 37 (nòng dài); Lữ đoàn hỏa tiễn 108, các lữ đoàn 39, 50 (lựu pháo); Lữ đoàn 92 (chống tăng); Lữ đoàn 22 (súng cối).
    - Các đơn vị lẻ: Trung đoàn cận vệ 14 (nòng dài); các lữ đoàn cận vệ 11 và 53, các trung đoàn 756 và 1497 (chống tăng), Lữ đoàn 35 (súng cối), các trung đoàn 1288 và 1678 (phòng không) các tiểu đoàn cận vệ 22 và 332 (súng phun lửa).

  - Không quân: Phi đội liên lạc, trinh sát 1002.
  - Công binh: Lữ đoàn cầu 22; các lữ đoàn cầu phao 3, 6; Lữ đoàn công trình 16; các tiểu đoàn dò mìn 38, 159; các tiểu đoàn kỹ thuật 27, 70.

Phương diện quân Ukraina 2 do nguyên soái R. Ya. Malinovsky làm tư lệnh, đại tướng M. V. Zakharov làm tham mưu trưởng. Tổng quân số 613.400 người.
- Tập đoàn quân 46  do trung tướng A. V. Petrushevskiy chỉ huy, được trả về sau Chiến dịch Viên ngày 16 tháng 4 năm 1945. Thành phần gồm có:
  - Bộ binh:
    - Quân đoàn cận vệ 10 gồm các sư đoàn cận vệ 49, 86 và Sư đoàn 297.
    - Quân đoàn cận vệ 18 gồm Sư đoàn cận vệ 109 và các sư đoàn 52, 317.
    - Quân đoàn 23 gồm các sư đoàn 19, 223, 252.
    - Quân đoàn 68 gồm các sư đoàn 53, 99.
    - Quân đoàn 75 gồm các sư đoàn 59 và 180.

  - Pháo binh:
    - Sư đoàn hỗn hợp cận vệ 5 gồm Lữ đoàn pháo nòng dài 71; Lữ đoàn lựu pháo cận vệ 17; Lữ đoàn sơn pháo 67; Lữ đoàn pháo chống tăng 95; Lữ đoàn hỏa tiễn cận vệ 18; Lữ đoàn súng cối 27.
    - Sư đoàn hỗn hợp 30 Lữ đoàn pháo nòng dài 185; Lữ đoàn lựu pháo 190; Lữ đoàn pháo chống tăng 192; Lữ đoàn hỏa tiễn 195; Lữ đoàn súng cối 45; Lữ đoàn súng cối tự hành 34; Lữ đoàn cơ giới cận vệ 37.
    - Các đơn vị trực thuộc Tập đoàn quân: Trung đoàn súng phun lửa cận vệ 6; Lữ đoàn lựu pháo cận vệ 45; Lữ đoàn hỏa tiễn cận vệ 92; các lữ đoàn pháo chống tăng 11, 12; Trung đoàn pháo chống tăng 437; Trung đoàn súng cối 462.

  - Pháo phòng không:
    - Sư đoàn phòng không 11 gồm các trung đoàn 804, 976, 987, 996.
    - Trung đoàn phòng không độc lập 1651.

  - Thiết giáp:
    - Quân đoàn xe tăng 23 do trung tướng xe tăng A. O. Akhmanov chỉ huy; gồm các Lữ đoàn xe tăng 3, 39, 135; Lữ đoàn cơ giới 56; Trung đoàn pháo nòng dài tự hành 1669; Trung đoàn pháo tự hành 1443; Trung đoàn pháo chống tăng 1501; Tiểu đoàn cơ giới trinh sát 82; Trung đoàn súng cối 457; Trung đoàn hỏa tiễn cận vệ 442; Trung đoàn phòng không 1697.
    - Quân đoàn cơ giới cận vệ 2 do trung tướng xe tăng K. V. Sviridov chỉ huy, gồm các lữ đoàn cơ giới cận vệ 4, 5, 6; Lữ đoàn xe tăng cận vệ 37; Trung đoàn xe tăng hạng nặng cận vệ 30; các trung đoàn pháo tự hành 251 (cận vệ) và 1509; Tiểu đoàn trinh sát cơ giới cận vệ 99; Trung đoàn súng cối 524; Trung đoàn hỏa tiễn cận vệ 408; Trung đoàn phòng không 159
    - Các trung đoàn pháo tự hành 991, 1505, 1897 (trực thuộc tập đoàn quân)

  - Công binh: Lữ đoàn hỗn hợp 51.
- Các đơn vị khác thuộc phương diện quân tham gia chiến dịch có thành phần tương tự như trong Chiến dịch tấn công Bratislava-Brno.[12]

Phương diện quân Ukraina 4 do đại tướng A. I. Yeryomenko làm tư lệnh, thượng tướng L. M. Sandalov làm tham mưu trưởng. Tổng quân số 350.900 người. Thành phần các đơn vị không thay đổi đáng kể so với Chiến dịch tấn công Moravská-Ostrava.

#### Quân đội Ba Lan
- Tập đoàn quân Ba Lan 2 do trung tướng Karol Swierczewski chỉ huy, đại tá Edmund Pschulkovsky làm tham mưu trưởng. Quân số 96.500 người.[11] Thành phần gồm có:[12]
  - Bộ binh: Các sư đoàn 5, 7, 8, 9, 10.
  - Pháo binh: Trung đoàn lựu pháo 8, các trung đoàn pháo chống tăng 9, 14; Trung đoàn súng cối 3; Sư đoàn phòng không 3 gồm các trung đoàn 61, 66, 69, 75.
  - Thiết giáp:
    - Quân đoàn xe tăng 1 gồm các lữ đoàn xe tăng 2, 3, 4; Lữ đoàn cơ giới 1; Các trung đoàn pháo tự hành 24, 25, 27; Tiểu đoàn trinh sát cơ giới 2, Trung đoàn súng cối 2, Trung đoàn phòng không 26.
    - Các đơn vị trực thuộc tập đoàn quân: Trung đoàn xe tăng 5, Trung đoàn pháo tự hành 28.
- Sư đoàn pháo binh Ba Lan 2 thuộc Bộ Tổng chỉ huy quân đội Ba Lan, được phối thuộc cho Tập đoàn quân Ba Lan 2. Thành phần gồm có Lữ đoàn 6 (pháo nòng dài), Lữ đoàn 8 (lựu pháo), Lữ đoàn 7 (súng cối), Trung đoàn 6 (hỏa tiễn.

#### Quân đội Romania
Được phối thuộc cho Phương diện quân Ukraina 2 gồm 2 tập đoàn quân. Tổng quân số 139.500 người. Thành phần không thay đổi đáng kể so với Chiến dịch tấn công Bratislava-Brno.

#### Quân đội Tiệp Khắc
Quân đoàn Tiệp Khắc 1 chiến đấu trong đội hình Phương diện quân Ukraina 4. Tổng quân số 48.400 người. Thành phần không thay đổi đáng kể so với Chiến dịch tấn công Moravská-Ostrava.

#### Kế hoạch
Sau khi đánh chiếm Berlin, quân đội Liên Xô tiếp tục thực hiện các chiến dịch và các cuộc chuyển quân để tiến tới tuyến phân giới trên chiến trường châu Âu như đã thỏa thuận với các nước Đồng Minh chống phát xít tại Hội nghị Yalta. Tại Tiệp Khắc, một khối quân lớn thuộc Cụm Tập đoàn quân Trung tâm (Đức) vẫn tiếp tục kháng cự tại khu vực Olomouc. Các đơn vị Đức thất trận tại Viên, Morava, Thượng Silesia đều rút quân về hướng thủ đô Tiệp Khắc. Tình hình tiến triển rất nhanh chóng buộc Bộ Tổng tư lệnh quân đội Liên Xô phải có các biện pháp nhằm nhanh chóng đánh bại Cụm tập đoàn quân Trung tâm rất mạnh của Đức và giải phóng Tiệp Khắc. Tối 30 tháng 4 năm 1945, I. V. Stalin ra chỉ thị cho R. Ya. Malinovsky và A. I. Yeryomenko:
| “               | Các lực lượng chủ yếu của hai phương diện quân phải triển khai sang phía Tây và mở các mũi đột kích vào hướng chung đến Jihlava và Praha. Đến ngày 12 hoặc muộn nhất đến ngày 14 tháng 5 phải chiếm được tuyến Jihlava - Úlibice - Gorón, sau đó tiến đến tuyến sông Vltava và đánh chiếm Praha. | ” |
| — I. V. Stalin. | |   |

STAVKA cũng chỉ thị cho nguyên soái Konev:
| “         | Trước ngày 3 tháng 5, phải kết thúc việc bao vây và tiêu diệt tàn quân của Tập đoàn quân 9 và Tập đoàn quân 12 (Đức) trên khu vực Luckenwalde. Từ ngày 6 tháng 5, tuyến phân giới giữa các phương diện quân vẵn bắt đầu từ Luben và được điều chỉnh xuống phía Nam đến Wittenberg. | ” |
| — STAVKA. | |   |

Tuy nhiên, Bộ Tổng tham mưu Liên Xô khi nghiên cứu so sánh binh lực trên chiến trường đã chỉ ra rằng Cụm tập đoàn quân Trung tâm (Đức) gồm gần 1 triệu quân và Cụm tập đoàn quân Áo (Đức) có hơn nửa triệu quân sẽ không dễ dàng để cho các phương diện quân Ukraina 2 và 4 (Liên Xô) hoàn thành nhiệm vụ. Chiến tranh có thể sẽ kéo dài thêm nửa tháng hoặc lâu hơn nữa trong khi các sự kiện sắp tới có thể sẽ quyết định vận mệnh của các dân tộc ở Tiệp Khắc. Vì vậy cần phải mở một mũi đột kích mạnh từ phía Bắc Praha mới có thể nhanh chóng kết liễu Cụm tập đoàn quân Trung tâm (Đức) đang đóng tại Tiệp Khắc. Để Phương diện Ukraina 1 của nguyên soái I. S. Konev có thể rảnh tay bên sườn phải và tập trung đột kích nhanh đến Praha, rạng sáng ngày 1 tháng 5, Đại bản doanh Bộ Tổng tư lệnh tối cao Liên Xô (STAVKA) chỉ thị cho nguyên soái G. K. Zhukov điều các tập đoàn quân 3, 33 và 69 bên cánh trái Phương diện quân Byelorussia 1 thay thế cho các tập đoàn quân cận vệ 3, cận vệ 5, xe tăng cận vệ 3, xe tăng cận vệ 4 trên hướng Wittenberg. Bốn tập đoàn quân cận vệ và xe tăng cận vệ được rút ra này phải mở hai mũi đột kích đồng tâm cực mạnh xuống phía Nam vào hướng Tây Praha, phối hợp với mũi đột kích của Phương diện quân Ukraina 2 khép vòng vây xung quanh Cụm tập đoàn quân Trung tâm (Đức) ở phía Tây và phía Nam Tiệp Khắc. Phương diện quân Ukraina 4 được lệnh tấn công liên tục vào chỗ lồi Olomouc - Přerov - Prostějov, giam chân chủ lực quân Đức tại phía Đông Praha trong vùng núi Rudnia và Sudetes.
Đêm ngày 3 rạng ngày 4 tháng 5, Bộ Tổng tham mưu Liên Xô đã xây dựng xong kế hoạch chiến dịch Praha, chiến dịch tấn công chiến lược cuối cùng của quân đội Liên Xô tại châu Âu trong Chiến tranh thế giới thứ hai. Lúc 1 giờ 10 phút ngày 4 tháng 5, nguyên soái I. S. Konev, tư lệnh Phương diện quân Ukraina 1 nhận được mệnh lệnh tác chiến của STAVKA:
| “        | Các tập đoàn quân bên cánh phải của phương diện quân phải chuyển sang tấn công mãnh liệt dọc hai bên bờ sông Elbe theo hướng chung đến Praha nhằm tiêu diệt cụm quân Đức đang đóng tại khu vực từ Dresden đến Görlitz. Các tập đoàn quân xe tăng đến ngày thứ sáu của chiến dịch phải chiếm được Praha, thủ đô của Tiệp Khắc. | ” |
| — STAVKA | |   |

Chiều ngày 4 tháng 5, tại Sở chỉ huy tiền phương của Phương diện quân Ukraina 1 đóng ở Finsterwalder, nguyên soái Ivan Stepanovich Konev đã gặp gỡ tướng 4 sao Omar Nelson Bradley, tư lệnh Cụm tập đoàn quân 12 (Hoa Kỳ) và các sĩ quan tùy tùng của ông. Tại cuộc gặp, tướng Omar N. Bradley đã đề nghị được giúp đỡ quân đội Liên Xô tiêu diệt cánh quân Đức đóng ở Tiệp Khắc. I. S. Konev cảm ơn thiện ý của đồng minh Hoa Kỳ. Tuy nhiên, xét thấy đề nghị đó vi phạm tuyến phân giới giới hạn tiến quân của các bên đồng minh ở Trung Âu dọc theo các dòng sông Elbe, Mulde qua Chemnitz, Karlovy Vary, Plzeň đến České Budějovice, I. S. Konev cho rằng việc chấp nhận sự giúp đỡ đó nằm ngoài thẩm quyền của ông khi không có thỏa thuận ở cấp lãnh đạo cao nhất của hai bên thay đổi tuyến phân giới đã ấn định. I. S. Konev cũng cam đoan rằng cánh quân Đức tại Tiệp Khắc nhất định sẽ bị quân đội Liên Xô đánh tan trong thời hạn ngắn nhất có thể.

### Quân đội Đức Quốc xã và ROA

#### Đức Quốc xã
Cụm tập đoàn quân Trung tâm (Đức) do thống chế Ferdinand Schörner chỉ huy, trung tướng Oldwig von Natzmer làm tham mưu trưởng. Binh lực gồm có:
- Tập đoàn quân xe tăng 1 do thượng tướng Walther Nehring chỉ huy. Trong biên chế có:
  - Quân đoàn xe tăng 24 của trung tướng Walter Hartmann, thành phần bao gồm:
    - Xe tăng: Sư đoàn 1 và Sư đoàn "Clausewitz".
    - Bộ binh: Sư đoàn 84 và Sư đoàn "Schlageter".

  - Quân đoàn bộ binh 11 của thiếu tướng Hanns-Hubert Struff, thành phần bao gồm:
    - Sư đoàn bộ binh 94 và Sư đoàn trượt tuyết 1.
    - Các cụm tác chiến sư đoàn 344 và 371.
    - Một phần sư đoàn xe tăng 5 SS "Wiking".

  - Quân đoàn bộ binh sơn chiến 49 của thượng tướng Karl von Le Suire, thành phần bao gồm:
    - Sư đoàn sơn chiến 4.
    - Các cụm tác chiến sư đoàn 78 và 320.

  - Quân đoàn bộ binh 59 của trung tướng Ernst Sieler, thành phần bao gồm:
    - Xe tăng: Các sư đoàn 16, 19.
    - Bộ binh: Các sư đoàn 544 và 715.

  - Quân đoàn bộ binh 72 của trung tướng Werner Schmidt-Hammer, thành phần bao gồm các sư đoàn bộ binh 253, 254 và 304.
- Tập đoàn quân xe tăng 4 do thượng tướng xe tăng Fritz-Hubert Gräser chỉ huy. Trong biên chế có:
  - Quân đoàn xe tăng 57 của thượng tướng Friedrich Kirchner, thành phần bao gồm:
    - Xe tăng: Sư đoàn 8, Lữ đoàn 103.
    - Bộ binh: Sư đoàn "Führer-Begleit".

  - Quân đoàn xe tăng "Groß-Deutschland của thượng tướng Georg Jauer. Thành phần gồm có:
    - Xe tăng: Sư đoàn 21, các cụm tác chiến sư đoàn xe tăng "Hermann Göring" và "Brandenburg".
    - Bộ binh: Sư đoàn dự bị 615.

  - Quân đoàn bộ binh 90 của tướng Erich Petersen, thành phần bao gồm các sư đoàn bộ binh nhẹ 36 và 47.
  - Cụm tác chiến quân đoàn Kohlsdorfen.
  - Cụm tác chiến quân đoàn Moser.
- Tập đoàn quân 7 do thượng tướng Hans von Obstfelder chỉ huy từ mặt trận phía Tây rút về. Trong biên chế có:
  - Quân đoàn bộ binh 12 (tái lập) của tướng Herbert Osterkamp, thành phần gồm các sư đoàn dự bị 260, 267 và 412.
  - Quân đoàn bộ binh 13 (tái lập) của tướng Walther Lucht, thành phần gồm có:
    - Xe tăng: Sư đoàn 2.
    - Bộ binh: các sư đoàn 79, 352, tàn quân của các sư đoàn bộ binh nhẹ 9 và 276.
- Tập đoàn quân 17 do thượng tướng Wilhelm Hasse chỉ huy. Trong biên chế có:
  - Quân đoàn xe tăng 40 của thượng tướng Siegfried Henrici, thành phần gồm có:
    - Xe tăng: Cụm tác chiến sư đoàn xe tăng 25.
    - Bộ binh SS: Sư đoàn cảnh vệ SS 35, Lữ đoàn SS "Dirlewanger".
    - Bộ binh: các sư đoàn dự bị 100 và 608.

  - Quân đoàn bộ binh 8 của tướng Horst von Mellenthin (bị Tập đoàn quân 6 (Liên Xô) bao vây ở Breslaw, không tham gia chiến dịch).
  - Quân đoàn bộ binh 17 của tướng Otto Tiemann, thành phần gồm có:
    - Xe tăng: Sư đoàn 20.
    - Bộ binh: Sư đoàn 359, Cụm tác chiến sư đoàn bộ binh nhẹ 8.

Cánh trái của Cụm tập đoàn quân Áo do thượng tướng Lothar Rendulic làm tư lệnh:
- Tập đoàn quân 8 do thượng tướng Hans Kreysing chỉ huy. Trong biên chế có:
  - Quân đoàn xe tăng 4 của thượng tướng xe tăng Ulrich Kleemann, thành phần bao gồm:
    - Xe tăng: Sư đoàn xe tăng 10 SS.
    - Bộ binh: Các sư đoàn 46, 271, 357; Cụm tác chiến sư đoàn 211.

  - Quân đoàn bộ binh 43 của tướng Arthur Kullmer, thành phần bao gồm:
    - Bộ binh: Sư đoàn dự bị 207, các sư đoàn biệt kích "Windau" và "Küste".
    - Hỗn hợp: Các cụm tác chiến Đông, Bắc, Đông Bắc, Đông Nam.

  - Quân đoàn bộ binh 67, thành phần bao gồm Sư đoàn bộ binh 89 và sư đoàn bộ binh nhẹ 277.
  - Quân đoàn xe tăng 2 SS (thuộc Tập đoàn quân xe tăng 6 SS) do tướng Wilhelm Bittrich chỉ huy, thành phần bao gồm:
    - Xe tăng: Sư đoàn xe tăng 2 SS, Sư đoàn xe tăng 9 SS, Sư đoàn xe tăng 23.
    - Bộ binh: Sư đoàn 44 "Deutschmeister".

#### Quân đội ROA
- Quân đoàn Nga do tướng Boris Alekseyevich Shteyfon chỉ huy. Thành phần gồm có:
  - Sư đoàn bộ binh 1 của thiếu tướng Sergey Kuzmich Bunyachenko[a]; gồm 4 trung đoàn bộ binh, 2 tiểu đoàn trinh sát, 2 tiểu đoàn phòng không và 3 tiểu đoàn trợ chiến.
  - Sư đoàn bộ binh 2 (nguyên là sư đoàn 650 - Đức) của thiếu tướng Grigory Alekseyevich Zvelev[b]; gồm 3 trung đoàn bộ binh, 1 trung đoàn pháo binh, 1 tiểu đoàn cảnh vệ và 3 tiểu đoàn trợ chiến.
  - Sư đoàn bộ binh 3 của thiếu tướng Mikhail Mikhailovich Shapovalov[c] 11.000 quân không có vũ khí.
- Quân đoàn kỵ binh Cossack SS 15 do trung tướng Helmuth von Pannwitz (Đức) chỉ huy. Thành phần gồm có:
  - Sư đoàn kỵ binh Cossack 1 gồm các trung đoàn kỵ binh Cossack Sông Đông 1, Cossack Kuban 4, Cossack Siberia 2 và Trung đoàn pháo binh Cossack 1.
  - Sư đoàn kỵ binh Cossack 2 gồm các trung đoàn kỵ binh Cossack Kuban 3, Cossack Sông Đông 5, Cossack Terek 6 và Trung đoàn pháo binh Cossack 2.
  - Lữ đoàn biệt kích Cossack gồm 2 trung đoàn biệt kích và 1 tiểu đoàn kỵ binh trinh sát.
  - Các tiểu đoàn hậu cần trợ chiến.
- Sư đoàn không quân ROA của thiếu tướng Victor Ivanovich Maltsev[d]; gồm 2 trung đoàn không quân hỗn hợp và 1 trung đoàn huấn luyện; đến tháng 5 năm 1945, bị mất toàn bộ máy bay và chiến đấu như bộ binh.
- Sư đoàn cảnh vệ ROA của thiếu tướng Fyodo Ivanovich Trukhin[e]; gồm 2 trung đoàn biệt kích và 1 tiểu đoàn kỵ binh. Quân số khoảng 5.000 người.
- Trại Cossack do Sultan Giray chỉ huy, rút chạy từ mặt trận Ý sang gồm 24.000 lính Cossack và dân thường.

## Diễn biến

### Khởi nghĩa Praha

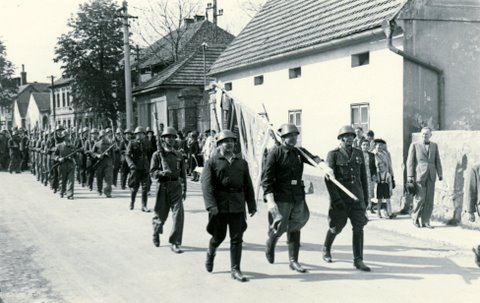
Lữ đoàn Sokolovy do tướng Kutlvašr, các đại tá Vlček và Kordač chỉ huy trong cuộc Khởi nghĩa Praha 1945

12 giờ trưa ngày 5 tháng 5, những người yêu nước Tiệp Khắc ở Praha đã phát động cuộc khởi nghĩa chống lại quân đội Đức Quốc xã. Theo thông báo của phái bộ quân sự Tiệp Khắc tại Moskva, cuộc khởi nghĩa được đặt dưới sự lãnh đạo của Hội đồng dân tộc Séc (České národní rady, viết tắt: ČNR) do giáo sư Đại học Praha Albert Pražák đứng đầu. Những người khởi nghĩa đã đánh chiếm Đài phát thanh Praha và phát đi thông báo kêu gọi binh lính Tiệp Khắc, các nhân viên cảnh sát và người dân nổi dậy chống lại quân chiếm đóng Đức Quốc xã. Một số mục tiêu quan trọng của thành phố như nhà ga trung tâm, nhà bưu điện. Lúc 12 giờ 30 phút, cờ Tiệp Khắc, cờ Liên Xô, cờ Anh, cờ Hoa Kỳ đã tung bay trên các điểm cao, các công sở và nhà ở của người Tiệp Khắc. Cờ Đức Quốc xã bị hạ, các tấm biển, khẩu hiệu, tranh cổ động.v.v... có in hình biểu tượng của nước Đức Quốc xã đều nhất loạt bị người dân xé bỏ. Cùng lúc, một đoàn đại biểu của do tướng František Slunečko ČNR dẫn đầu đã đến gặp thị trưởng Praha Alois Říha để trao tối hậu thư yêu cầu ông này bàn giao chính quyền và các lực lượng hiến binh, cảnh sát Tiệp Khắc cho những người khởi nghĩa. Một tối hậu thư khác cũng được gửi đến Bộ chỉ huy quân sự địa phương của Đức tại Praha.
Chiều ngày 5 tháng 5, những người khởi nghĩa đánh chiếm trụ sở Bộ chỉ huy quận sự thành phố Praha. Tướng Đức Rudolf Toussaint, tư lệnh quân Đức tại Praha và hai đại đội cảnh binh Đức tháo chạy về phía Tây thành phố. Ba doanh trại khác của quân Đức tại Praha bị những người khởi nghĩa bao vây. Những người khởi nghĩa đã chiếm được một số vũ khí của quân Đức trong thành phố gồm vào chục súng trường, tiểu liên, trung liên và 5 khẩu pháo 45 mm. Đêm mùng 5 tháng 5, trong Đài phát thanh Praha trên băng tần vô tuyến có bước sóng 415 mét liên tục phát đi những lời kêu gọi khởi nghĩa thì hàng vạn người dân Praha đã đổ ra đường, dựng chiến lũy, tìm kiếm vũ khí và gia nhập hàng ngũ quân khởi nghĩa. Đến tảng sáng ngày 6 tháng 5 năm 1945, mọi ngả đường ra vào thành phố đều bị quân khởi nghĩa phong tỏa. Đại tá Karel Kutlvašr, một trong các chỉ huy quân khỏi nghĩa cho biết họ đã biến Praha thành một pháo đài bất khả xâm phạm.
Quân đội Đức Quốc xã phản ứng quyết liệt hơn dự tính của những người khởi nghĩa. Tướng Rudolf Toussaint hứa với đô đốc Karl Dönitz, thủ tướng mới của nước Đức Quốc xã rằng sẽ lập lại trật tự trong vòng 24 giờ. Thống chế Ferdinand Schörner một mặt ra lệnh cho tướng SS Karl Hermann Frank, người chỉ huy vụ thảm sát khét tiếng ở Lidice và Ležáky, đồng thời đứng đầu chính quyền chiếm đóng Đức tại Séc khẩn trương đàm phán với Bộ chỉ huy Cụm tập đoàn quân 12 (Hoa Kỳ) về việc quân Đức rút ra đầu hàng quân Anh - Mỹ trên tuyến biên giới Áo - Tiệp. Mặt khác, điều động Sư đoàn xe tăng 2 SS "Das Reich", Sư đoàn xe tăng SS "Wiking" và Sư đoàn xe tăng xung kích 44 SS "Wallenstein" tiến đánh Praha từ ba hướng Bắc, Đông và Nam để mở đường thoát sang phía Tây cho Cụm tập đoàn quân Trung tâm. Ngày 6 tháng 5, hàng chục tốp máy bay Đức cất cánh từ các sân bay Rudin (Pardubice) và Hbelly (Mladá Boleslav) bắt đầu trút bom xuống Praha, gây thương vong cho hàng nghìn quân khởi nghĩa và thường dân.
Trong khi 30.000 quân khởi nghĩa tại 1.583 chiến lũy đang chống cự lại ba sư đoàn xe tăng Đức tấn công họ từ ba hướng, họ đã phá hoại con đường sắt nối Praha với Karlovy Vary ở phía Tây, Praha với Plzeň ở phía Tây Nam, buộc quân Đức phải hành quân bằng đường bộ. Các trận đánh nổ ra trên khắp các đường phố Praha. Tại Đài phát thanh Praha, quân Đức tập trung tại đây 1 tiểu đoàn xe tăng và 1 tiểu đoàn bộ binh SS có máy bay ném bom Ju-87 hỗ trợ nhưng trong suốt bốn ngày liền vẫn không thể chiến thắng được 3 đại đội quân khởi nghĩa do Jaroslav Záruba chỉ huy và không chiếm được mục tiêu này. Trong bốn ngày đó, những người khởi nghĩa ở Praha thông qua đài này đã gửi đến quân đội các nước đồng minh bằng các thứ tiếng Séc, Anh và Nga. Thông điệp bằng tiếng Nga phát đi lúc 5 giờ sáng ngày 6 tháng 5 có đoạn:
| “     | Đây là tiếng nói Praha. Đây là tiếng nói Praha. Hồng Quân hãy nghe lời kêu gọi của chúng tôi. Quân Đức đang tấn công thành phố bằng xe tăng và máy bay. Chúng tôi cần sự trợ giúp của Hồng Quân hùng mạnh. Chúng tôi cần các bạn trợ giúp chúng tôi chống lại máy bay Đức để bảo vệ thành phố. Praha đang thiếu vũ khí. Chúng tôi sẽ không bỏ Praha... | ” |
| — ČNR | |   |

2 giờ 20 phút ngày 7 tháng 5, điện đài viên của Sở chỉ huy Phương diện quân Ukraina 4 tình cờ nhận được bức điện bằng tín hiệu Morse phát không mã từ Praha:
| “        | Gửi Phương diện quân Ukraina 4 - Liên Xô... Đề nghị các bạn gấp rút chi viện. Hãy đổ bộ xuống Praha, địa điểm tại số 12 phố Vinohrady, nghĩa trang Olšany. Địa điểm thả dù và hạ cánh được giữ bí mật và đánh dấu hình tam giác. Hãy thả dù vũ khí và đưa máy bay đến... | ” |
| — PRAHA. | |   |

Ngay sau đó, trưởng phái đoàn quân sự Tiệp Khắc tại Moskva, tướng Heliodor Píka đã cung cấp cho quân đội Liên Xô mã hiệu và lịch thay đổi làn sóng điện của những người khởi nghĩa ở Praha. Đồng thời, ông cho biết những thông điệp tương tự cũng được gửi cho các đồng minh Anh và Hoa Kỳ.
Ngày 7 tháng 5 là ngày khó khăn nhất của cuộc khởi nghĩa. Các sư đoàn xe tăng Đức và lính bộ binh SS đã đồng loạt công kích trên các hướng từ Kobylisy đến cầu Trojský, từ Vysočany đến Karlín, từ Hrdlořezy đến Žižkov và từ Pankrác đến Michle. Ở nhiều nơi, binh lính Đức đã lùa hàng trăm dân thường đi trước để làm bia đỡ đạn nhằm vô hiệu hóa hỏa lực của những người khởi nghĩa. Có những lúc, những người khởi nghĩa tưởng chừng như đã bị tiêu diệt nhưng khi quân Đức đi qua thì tiếng súng lại nổ rền trên các chiến lũy. Đài phát thanh Tiệp Khắc vẫn được các đơn vị khởi nghĩa do Jaroslav Záruba giữ vững với sự chi viện của hơn 100 quân dù Liên Xô. Sáng ngày 8 tháng 5, Đài phát thanh Praha đưa lại nguồn tin từ hãng thông tấn USIS về việc quân đội Đức Quốc xã đã ký kết biên bản đầu hàng không điều kiện tại Reims. Nhân cơ hội này, ČNR đề nghị quân Đức tại Praha đàm phán về vấn đề đầu hàng để tránh đổ thêm máu trong khi các tập đoàn quân xe tăng cận vệ 3 và 4 của Liên Xô từ phía Đông Nam nước Đức đang lao nhanh đến đây. Được sự đồng ý của thống chế Ferdinand Schörner, các tướng Karl Hermann Frank và Rudolf Toussaint bắt đầu đàm phán. Kết quả đàm phán là hồi 19 giờ 15 ngày 8 tháng 5 năm 1945, một bản thông cáo về việc đầu hàng của quân đội Đức Quốc xã tại Praha đã được Hội Chữ thập đỏ quốc tế truyền đi trên làn sóng 415 mét của Đài phát thanh Praha bằng cả tiếng Đức và tiếng Séc:
| “                                                 | Theo hiệp định ký kết với Hột đồng dân tộc Séc, chiến sự ở Praha và các vùng ngoại vi phải được chấm dứt. Các binh sĩ và thường dân Séc cũng nhận được mệnh lệnh tương tự. Ai không chấp hành mệnh lệnh này sẽ bị truy tố trước tòa án. | ” |
| — Tư lệnh quân đội Đức tại Séc và Morava. (đã ký) | |   |

Tuy nhiên, vì nóng lòng muốn "tống cổ" quân Đức khỏi Praha, những đại diện của ČNR đã phạm sai lầm khi ký kết thỏa ước sơ bộ với quân Đức. Đó là việc cho phép quân Đức được giữ lại vũ khí bộ binh nhẹ. Tại các khoản 5, 6 và 7 của hiệp định giữa đại diện ČNR và đại diện Bộ tư lệnh Đức ở Séc và Morava viết:
| “             | 5- Việc giao nộp vũ khí tiến hành theo trình tự như sau: Vũ khí nặng giao tại vùng ngoại ô thành phố cho Quân đội nhân dân Tiệp Khắc. Máy bay phải để lại các sân bay ở Rudin và Hbelly. 6- Các thứ vũ khí khác sẽ được giao nộp tại giới tuyến kiểm soát của quân đội Hoa Kỳ cho các đơn vị Quân đội nhân dân Tiệp Khắc. Mọi vũ khí giao nộp phải kèm theo các đồ quân dụng cưa bị hư hỏng. 7- Khi rút lui, quân Đức được đem theo lương thực tại các kho với số lượng đủ dùng. | ” |
| — ČNR-OKH Č&M | |   |

Giáo sư đại học Praha Albert Pražák, người đứng đầu ČNR cho rằng khi ký kết hiệp định đầu hàng của quân Đức ở Tiệp Khắc, các đại biểu của họ đã "rơi vào thủ đoạn của bọn Đức" vì trên thực tế, quân Đức bị bao vây tại phía Đông Praha vẫn cầm vũ khí chống lại quân đội Liên Xô tại Tiệp Khắc cho đến ngày 12 tháng 5 năm 1945.
Với sự trợ giúp của quân đội Liên Xô trong thế thua trận hoàn toàn của nước Đức Quốc xã, cuộc Khởi nghĩa Praha (1945) thành công nhưng cái giá phải trả cũng không nhỏ. Hơn 3.000 quân khởi nghĩa và thường dân thiệt mạng, khoảng 10.000 người bị thương.

### Giải phóng Praha
Sự kiện ČNR phát động cuộc khởi nghĩa ở Praha đã thúc đẩy các chiến dịch cuối cùng của Quân đội Liên Xô trong Chiến tranh thế giới thứ hai tại châu Âu diễn biến với tốc độ nhanh hơn. Thay vì chuyển sang tấn công vào ngày 7 tháng 5 như kế hoạch, các phương diện quân Ukraina 1, Ukraina 2 và Ukraina 4 đã phát động tấn công ngay từ sáng ngày 6 tháng 5. Mũi đột kích rất mạnh bằng hai tập đoàn quân xe tăng cận vệ 3 và cận vệ 4 cùng hai tập đoàn quân binh chủng hợp thành cận vệ 3 và cận vệ 5 giáng vào phía Tây Bắc, Tây và Tây Nam Praha cùng với mũi trợ công do Tập đoàn quân xe tăng cận vệ 6, Cụm kỵ binh cơ giới cận vệ 1, các tập đoàn quân cận vệ 7 và 53 giáng vào hướng Đông Nam và Nam Praha đã làm cho chủ lực Cụm tập đoàn quân Trung tâm (Đức) ở phía Đông Praha rơi vào thế bị hợp vây trong khi tại Praha, quân khởi nghĩa Tiệp Khắc đang từng ngày từng giờ chờ đồng minh kéo đến.

#### Ngày 6 tháng 5
Sau khi rút ngắn thời gian chuẩn bị chỉ còn nửa ngày, lúc 14 giờ ngày 6 tháng 5, Tập đoàn quân 13 của tướng N. P. Pukhov bắt đầu tấn công trên hướng Döbeln - Chemnitz sau một trận pháo kích ngắn. 17 giờ chiều cùng ngày, các quân đoàn bộ binh 27 và 102 đã tiến lên được từ 10 đến 15 km, đánh bật Quân đoàn 90 (Đức) về Zaida. Sẩm tối ngày 6 tháng 5, nguyên soái I. S. Konev ra lệnh cho tướng D. D. Lelyushenko phải đưa Tập đoàn quân xe tăng cận vệ 4 vào tấn công ngay trên cửa đột phá mà Tập đoàn quân 13 vừa mở ra. Vì phải di chuyển cấp tốc từ Cottbus xuống nên đến 18 giờ chiều, Tập đoàn quân cận vệ 5 mới phát động tấn công trên hướng Dresden, theo sau là Quân đoàn xe tăng cận vệ 4. 20 giờ 45 phút (tức 18 giờ 45 phút theo giờ Berlin), Tập đoàn quân cận vệ 5 đã áp sát ngoại ô phía Bắc Dresden và bao vây thành phố từ ba phía. Mặc dù đêm mùng 6 rạng ngày 7 tháng 5, trời đổ mua lớn nhưng tướng P. S. Rybalko vẫn đưa các quân đoàn xe tăng vào chiến đấu. Nguyên soái I. S. Konev lệnh cho các tập đoàn quân xe tăng cận vệ 3 và 4 để lại các thành phố và thị trấn lớn cho các tập đoàn quân cận vệ 3, cận vệ 5 và 13 giải quyết, còn bản thân họ phải nhanh chóng tiến xuống phía Tây Praha. 18 giờ cùng ngày, các đơn vị của Tập đoàn quân 6 (Liên Xô) đã bao vây và bức hàng Cụm tác chiến Quân đoàn bộ binh 8 (Đức) tại Breslaw.
Trên hướng Nam Praha, từ sáng ngày 6 tháng 5, Tập đoàn quân xe tăng cận vệ 6, Cụm kỵ binh cơ giới cận vệ 1 và Tập đoàn quân cận vệ 7 đã mở một đột kích rất mạnh từ Brno và Drigolec dọc theo hai bờ sông Nigloba và ngay trong ngày đầu tiên đã đánh tan Quân đoàn xe tăng 4 (Đức). Tướng Ulrich Kleemann buộc phải thu thập các đơn vị tàn binh để tổ chức lại thành Cụm tác chiến "Fendhern Halle" với nòng cốt là Sư đoàn xe tăng 10 SS. Trên cánh trái, các tập đoàn quân 46 và cận vệ 9 được tăng cường Quân đoàn xe tăng 23 cũng phát động cuộc tấn công lớn vào Quân đoàn xe tăng 2 SS và Quân đoàn bộ binh 43 (Đức). Trong ngày đầu tiên, các quân đoàn Liên Xô đã đẩy lùi quân Đức 10 đến 12 km về phía Praha. Ở cánh phải, các tập đoàn quân 53 và 40 cũng phát động tấn công vào buổi chiều cùng ngày nhằm hình thành vòng vây bên trong đối với chủ lực của Cụm tập đoàn quân Trung tâm (Đức) và che sườn phải cho cánh quân xe tăng - kỵ binh - cơ giới đang tấn công trên hướng Třebíz - Jihlava - Praha.
Ở hướng Đông, các tập đoàn quân 18, 38, 60 và cận vệ 1 cũng bắt đầu mở cuộc tấn công vào các quân đoàn 11, 49 và 72 (Đức) tại cái túi Přerov. Quân Đức chống cự đặc biệt ác liệt tại khu phòng thủ Olomouc vì đây là "cái miệng" của "cái túi" Přerov. Mất Olomouc đồng nghĩa vời việc ba quân đoàn Đức sẽ mất con đường cuối cùng thoát sang phía Tây. Trong ngày tấn công đầu tiên, các tập đoàn quân của Phương diện quân Ukraina 4 chỉ tiến lên được từ 8 đến 12 km trên cao nguyên Bohemia.
Trên hướng Bắc và Đông Bắc Praha, các tập đoàn quân 28, 52 (Liên Xô) và Tập đoàn quân Ba Lan 2 tấn công với tốc độ vừa phải chỉ 7 km trong ngày đầu tiên. Các tập đoàn quân 21, 31 và 59 tạm thời chưa hành động. Nguyên soái I. S. Konev không muốn đẩy quân Đức sang phía Tây khi vòng vây chưa khép chặt trên hướng Praha.

#### Ngày 7 tháng 5
Rạng sáng ngày 7 tháng 5 (theo giờ Trung Âu) có tin quân Đức đã ký hiệp nghị đầu hàng ở Reims. Tư lệnh các tập đoàn quân đều điện hỏi I. S. Konev, R. Ya. Malinovsky, A. I. Yeryomenko và đều nhận được câu trả lời: "Địch chưa hạ vũ khí. Tiếp tục tấn công". Sang ngày 7 tháng 5, Tập đoàn quân xe tăng cận vệ 4 và Tập đoàn quân 13 tăng tốc độ tấn công về hướng Praha lên đến 45 km trong ngày. Tập đoàn quân xe tăng cận vệ 3 và Tập đoàn quân cận vệ 3 (được đưa từ thê đội 2 vào thay thế Tập đoàn quân cận vệ 5) cũng hành quân với tốc độ 25 km trong ngày. Quân đoàn xe tăng cận vệ 4 được điều động phối thuộc cho Tập đoàn quân cận vệ 5 để xử lý dứt điểm các cụm tác chiến quân đoàn "Kohlsdorfen" và "Moser" đang phòng thủ Dresden. Các tập đoàn quân 28, 31, 52 và Tập đoàn quân Ba Lan 2 có Quân đoàn cơ giới cận vệ 7 và Quân đoàn xe tăng Ba Lan 1 tăng cường bắt đầy gây sức ép mạnh hơn lên Quân đoàn xe tăng "Groß-Deutschland" và Quân đoàn xe tăng 57 (Đức) đang phòng thủ ở rìa phía Bắc cao nguyên Bohemia. Các tập đoàn quân 21, 31 và 59 bắt đầu hành đọng, đánh chiếm các bàn đạp tấn công tại Strigau, Levenberg và Strelen.
Ở hướng Đông Nam, Tập đoàn quân xe tăng cận vệ 6, Cụm kỵ binh cơ giới cận vệ 1 và Tập đoàn quân cận vệ 7 cũng tăng tốc độ tấn công lần lượt đánh chiếm Třebíč, Jihlava và Měřín. Các tập đoàn quân 46 và cận vệ 9 cũng làm chủ các thành phố Kremč, Horn và Reč lúc 17 giờ cùng ngày. Ở giữa mặt trận, Phương diện quân Ukraina 4 tiếp tục đột kích theo hướng chung đến Olomouc và Přerov. Tướng Walther Nehring yêu cầu các quân đoàn bộ binh 11, 49 và 72 phải chiến đấu đến cùng để chủ lực Cụm tập đoàn quân Trung tâm có thời gian thoát sang phía Tây trong điều kiện đường rút lui qua Praha đã bị những người khởi nghĩa cắt đứt. Quân đoàn sơn chiến 49 (Đức) dựa vào các triền núi tại khu vực Granice liên tục tập kích vào bên sườn đội hình tấn công của Tập đoàn quân cận vệ 1 (Liên Xô) trong khi các quân đoàn 11 và 59 cố thủ xung quanh phía Bắc và phía Đông Olomouc.
22 giờ 35 phút đêm 7 tháng 5, sau khi được báo cáo đầy đủ về việc quân Đức đầu hàng riêng rẽ ở phía Tây và tình hình quân Đức tiếp tục kháng cự trên mặt trận Xô-Đức, I. V. Stalin nói: "Chiến tranh chưa thực sự chấm dứt" và yêu cầu Bộ Tổng tham mưu viết mệnh lệnh cho các Phương diện quân Liên Xô:
| “               | 1. Các phương diện quân cho in lời kêu gọi gửi bộ chỉ huy các đơn vị Đức và binh lính Đức, nói rõ việc nhà nước Đức Quốc xã sẽ ký hiệp định đầu hàng vào tối ngày 8 tháng 5, dùng máy bay rải truyền đơn và phát lời kêu gọi này trên tất cả các đài phát thanh. 2. Sau 23 giờ ngày 8 tháng 5 (theo giờ Trung Âu) tức ngày 9 tháng 5 (theo giờ Moskva), buộc bộ chỉ huy các đơn vụ Đức phải đình chỉ chiến sự, giao nộp vũ khí và đầu hàng làm tù binh. 3. Đơn vị Đức nào không chịu thi hành yêu cầu của các đồng chi, không hạ vũ khí, không đầu hàng làm tù binh thì các đồng chí sẽ dùng toàn bộ sức mạnh kiên quyết mở mũi tập kích vào các đơn vị Đức còn chống cự và hoàn thành nhiệm vụ mà Đại bản doanh đã giao cho từng phương diện quân. | ” |
| — I. V. Stalin. | |   |

#### Ngày 8 tháng 5
Mặc dù đã ký hiệp nghị đầu hàng sơ bộ tại Reims nhưng sức kháng cự của quân đội Đức Quốc xã tại mặt trận Tiệp Khắc không hề giảm đi. Tuy nhiên, với sức mạnh tấn công ngày càng tăng lên do các đơn vị ở thê đội 2 của quân đội Liên Xô đều được đưa vào chiến đấu, tốc độ tấn công của các phương diện quân đều tăng lên rõ rệt. Lúc 12 giờ ngày 8 tháng 5, Quân đoàn cơ giới cận vệ 5 do thiếu tướng I. P. Ermakov chỉ huy thuộc Tập đoàn quân xe tăng cận vệ 4 đã làm một cuộc đột kích ngoạn mục. Chỉ trong nửa ngày, quân đoàn này đã hành tiến trên 70 km, vượt qua Zaida, Homutov, đánh chiếm Jaroměř và Zatec, cách Praha 40 km về phía Tây Bắc. Tập đoàn quân xe tăng cận vệ 3 mặc dù vấp phải sự chống trả kịch liệt của các sư đoàn xe tăng "Hermann Göring" và "Brandenburg" vẫn đều đặn tiến về ngã ba sông Laba và Ohrto với sức mạnh không thể cản được. Cùng ngày, Tập đoàn quân cận vệ 5, Tập đoàn quân Ba Lan 2 và Quân đoàn 76 của Tập đoàn quân cận vệ 3 đánh chiếm Dresden. Hơn 5.000 quân Đức còn sống sót tại đây bị bắt làm tù binh. Thêm 1 sư đoàn xe tăng và 2 cụm tác chiến quân đoàn bộ binh Đức bị xóa sổ.
Trên hướng Bắc Praha, các tập đoàn quân 28, 31 và 52 cùng Quân đoàn cơ giới cận vệ 7 lần lượt đánh chiếm Görlitz, Bautzen, Shittau, Liberets, Girshperg, dồn Quân đoàn xe tăng 57 (Đức) xuống phía Nam. Ở hướng Đông Bắc Praha, các tập đoàn quân 21, 31 và 59 đã vượt qua biên giới Tiệp Khắc, đánh chiếm Shveydnic, Valkenburg, Trutnov, Neisse và Glatz. Ngày 8 tháng 5, các tập đoàn quân 38 và 60 giải phóng Olomouc. Tướng Walther Nehring buộc phải điều tàn quân của các sư đoàn xe tăng 16, 19 ra giữ hành lang Přerov - Prostějov nhưng vô ích. Các sư đoàn xe tăng này lập tức bị Tập đoàn quân 40 và Tập đoàn quân Romania 4 của Phương diện quân Ukraina 2 tập kích vào sau lưng và không còn chống trả được đòn tấn công của hai tập đoàn quân Liên Xô từ Olomouc đánh xuống. Chỉ có một số ít tàn quân của các quân đoàn 11, 49 và 72 (Đức) chạy thoát về Pardobice để rồi lại tiếp tục bị rơi vào một vòng vây mới.
Ở Đông Nam Praha, sức chống cự của Tập đoàn quân 8 (Đức) và Quân đoàn xe tăng 24 (Tập đoàn quân xe tăng 1) đã cạn. Các đòn tấn công của các tập đoàn quân cận vệ 9 và 46 đã quét sạch quân Đức khỏi các thành phố Telč, Slavonice, Tábor, Soběslav, Hmund và České Budějovice. Chủ lực của Phương diện quân Ukraina 2 tăng tốc tiến đến phía Nam Praha. Cuối ngày 8 tháng 5, Cụm kỵ binh cơ giới cận vệ 1 đã đánh chiếm Humpolec, còn Tập đoàn quân xe tăng cận vệ 6 thì đã có mặt tại Benešov, cách Praha hơn 20 km về phía Đông Nam. Tập đoàn quân cận vệ 7 phối hợp đánh chiếm Havlíčkův Brod và tiếp tục tấn công dọc theo thung lũng hữu ngạn sông Sázava.

#### Ngày 9 tháng 5
Sự kiện ký kết định ước đầu hàng không điều kiện của nhà nước Đức Quốc xã trước các nước đồng minh chống phát xít đêm 8 rạng ngày 9 tháng 5 tại Berlin có vẻ như không ảnh hưởng đến Cụm tập đoàn quân Trung tâm (Đức) đóng tại Tiệp Khắc. Viện cớ không liên lạc được với các đơn vị, thống chế Ferdinand Schörner không ra một mệnh lệnh nào đề cập đến việc chấm dứt hành động quân sự của quân đội Đức Quốc xã chống lại quân đội Liên Xô và xúc tiến kế hoạch đưa Cụm tập đoàn quân Trung tâm ra đầu hàng quân đội Hoa Kỳ ở phía Tây Tiệp Khắc. Các báo cáo từ khắp các tập đoàn quân gửi về Bộ tham mưu các phương diện quân đều đề cập đến việc quân Đức ở Tiệp Khắc tiếp tục kháng cự. Ngày 9 tháng 5, Tập đoàn quân xe tăng cận vệ 6 đang tiến qua Traslav đã bị một trung đoàn Đức tập kích, buộc Lữ đoàn xe tăng 46 và Lữ đoàn cơ giới cận vệ phải nổ súng dẹp tan trung đoàn này.
Tuy nhiên, các cố gắng đó của quân Đức đều không đem lại kết quả. Sang ngày 9 tháng 5, Tập đoàn quân xe tăng cận vệ 4 kéo quân vào giải phóng Praha và tiến xuống phía Nam, đón gặp Tập đoàn quân xe tăng cận vệ 6 tại Ržišeny. Tập đoàn quân xe tăng cận vệ 3 cũng gặp Cụm kỵ binh cơ giới cận vệ 1 ở ngoại ô phía Đông Praha. Vòng vây quanh Cụm tập đoàn quân Trung tâm (Đức) đã khép lại. Ở phía Đông, bốn tập đoàn quân của Phương diện quân Ukraina 4 sau khi vượt qua Olomouc đã dồn quân Đức về khu vực Chrudim - Pardubice - Hradec Králové. Từ phía Bắc và Đông Bắc, Tập đoàn quân 28 đánh chiếm Mladá Boleslav, Tập đoàn quân 52 chiếm giữ tuyến sông Nizora, Tập đoàn quân 31 đánh bại của phản kích của Sư đoàn xe tăng "Đại Đức" và tiến xuống phía Nam, Tập đoàn quân 21 và Tập đoàn quân 59 chốt giữ tuyến thược nguồn sông Laba. Cụm tập đoàn quân trung tâm (Đức) bị dồn vào một cái chảo lớn trên khu vực tam giác Jičín - Poděbrady - Nový Bydžov, bị bao bọc bởi các con sông Laba và Nizora. Đây cũng là cái chảo lớn cuối cùng mà quân Đức bị giam hãm ở mặt trận phía Đông trong Chiến tranh thế giới thứ hai.
Từ ngày 9 đến ngày 11 tháng 5, cánh trái của Phương diện quân Ukraina 2 gồm các tập đoàn quân 46, cận vệ 9, cận vệ 7 và cánh phải của Phương diện quân Ukraina 1 gồm Tập đoàn quân 13, các quân đoàn xe tăng 25 và cận vệ 4 đã tiến đến tuyến phân giới giữa quân đội Liên Xô và quân đội Anh - Mỹ từ Chemnitz, Karlovy Vary, Plzeň đến České Budějovice. Chỉ có một số ít quân Đức tại Praha và các đơn vị ROA rút qua phía Nam thành phố lúc rạng sáng ngày 9 tháng 5 đến được tuyến kiểm soát của Tập đoàn quân 3 (Hoa Kỳ).

### Kết liễu Cụm tập đoàn quân Trung tâm
Mất Praha, hơn nửa triệu tàn quân của Cụm tập đoàn quân Trung tâm (Đức) tại phía Đông Praha không còn hy vọng rút lui an toàn sang tuyến kiểm soát của quân đội Hoa Kỳ như dự kiến nhưng vẫn không chấp hành lệnh đầu hàng từ Berlin. Và các hoạt động quân sự của quân Đức chống lại quân đội Liên Xô vẫn chưa thể kết thúc. Trong các ngày 9 và 10 tháng 5, quân Đức trong vòng vây tổ chức hai đòn phản kích lớn đều có xe tăng yểm hộ vào các đơn vị ở vòng vây bên trong của quân đội Liên Xô. Đòn thứ nhất đánh vào đội hình của Tập đoàn quân xe tăng cận vệ 3 ở phía Đông Bắc Praha. Đòn thứ hai đánh vào đội hình Tập đoàn quân xe tăng cận vệ 6 đang có mặt tại Říčany, Đông Nam Praha. Tuy nhiên, cả hai đòn đột kích này đều nhanh chóng bị đẩy lùi. Dù vậy, một số nhóm tàn binh lẻ của quân Đức và ROA có số lượng từ vài trăm đến vài nghìn mỗi nhóm vẫn len lỏi qua vòng vây chưa được khép chặt và thoát sang tuyến kiểm soát của quân đội đồng minh Anh và Hoa Kỳ, trong đó có quân đoàn của A. A. Vlasov.
Nhằm buộc cụm tàn quân Đức ở phía Đông Praha phải hạ vũ khí. Ngày 10 tháng 5, STAVKA ra mệnh lệnh cho các phương diện quân Ukraina 1, 2 và 4:
| “        | 1- Trước 6 giờ ngày 11 tháng 5 năm 1945 phải thiết lập chặt chẽ sự kết nối trên các tuyến phân giới: Phương diện quân Ukraina 1 với Phương diện quân Ukraina 4: đến Rožďalovice và sau đó đến Říčany. Giữa Phương diện quân Ukraina 1 với Phương diện quân Ukraina 2: Říčany, Plzeň. 2- Lệnh cho các Phương diện quân Ukraina 1 và 4 tìm mọi biện pháp buộc quân địch đang bị bao vây ở Đông Bắc Praha phải đầu hàng, không cho phép chúng thoát sang phương Tây. Chỉ huy của Phương diện quân Ukraina 1 trong khi tiếp tục di chuyển các lực lượng mạnh của mình về phía Tây và bắt liên lạc với các lực lượng đồng minh phải chiếm lĩnh các thành phố Chemnitz, Carlsbad và Plzeň, nếu quân các nước Đồng Minh không chiếm đóng trước. Chỉ huy của Phương diện quân Ukraina 4, sau khi di chuyển đến Đông Bắc Praha phải tập kích mạnh mẽ vào quân địch. Các tập đoàn quân 38 và 60 tập trung tấn công vào Chlumec, Nymburk, Kostelec và Caslav. Các tập đoàn quân 18 và cận vệ 1 tấn công từ phía Đông và Hradec Králové, Pardubice và Ždírec. 3- Chỉ huy của Phương diện quân Ukraina 4 được phép rút Quân đoàn Tiệp Khắc 1 vào đóng tại thành phố Praha. | ” |
| — STAVKA | |   |

Tuy nhiên, quân đội Liên Xô không cần phải triển khai thêm các đòn tập kích lớn vì từ ngày 10 đến ngày 15 tháng 5, Quân Đức tại Đông Bắc Praha đã ra hàng theo đội hình từng đơn vị lớn. Ngày 10 tháng 5 có hơn 20.000 quân Đức ra hàng. Ngày 11 tháng 5,con số này tăng vọt lên khoảng 130.000 tù binh. Ngày 12 tháng 5, con số này là 185.900 người, trong các ngày từ 13 đến 15 tháng 5, vẫn còn khoảng 31.230 sĩ quan và binh lính Đức ở phía Đông đầu hàng quân đội Liên Xô. Tổng số quân Đức bị bắt ở Tiệp Khắc trong toàn bộ chiến dịch lên đến 859.400 người, trong đó có hơn 60 sĩ quan cấp tướng. Không kể các vũ khí và phương tiện chiến tranh của quân Đức đã bị phá hủy trong chiến đấu, Quân đội Liên Xô tại Tiệp Khắc đã thu giữ một khối lượng chiến lợi phẩm khổng lồ gồm 1.100 máy bay, 9.500 khẩu pháo và súng cối, 1.800 xe tăng và pháo tự hành, 18.400 đại liên và trung liên, 312.200 tiểu liên và súng trường, 76.300 ô tô và hơn 500 kho hàng quân sự.

### Ngày tận số của ROA và KONR
"Con tàu Đế chế thứ ba" đang chìm dần buộc các đội quân thuộc lực lượng giải phóng Nga (ROA) và tổ chức Ủy ban giải phóng dân tộc Nga (KONR) do nước Đức Quốc xã bảo trợ và trang bị phải tìm đường thoát thân. Một số chỉ huy ROA tại Praha cố gắng tìm kiếm sự "sám hối". Trong thời gian diễn ra cuộc khởi nghĩa Praha, một số chỉ huy và binh lính ROA đóng tại thành phố đã hai lần tìm gặp những người lãnh đạo của ČNR và đề nghị thu nạp họ vào hàng ngũ quân khởi nghĩa. Tuy nhiên, các đại diện của ČNR vẫn không quên những "thành tích" mà các đội quân SS Cossack của Kaminsky cũng như quân của A. A. Vlasov đã gây ra đối với người Do Thái, người Séc cũng như người Slovakia. Họ nhận thấy những "đồng minh" bất ngờ này rất khó tin cậy được. Những đội quân này không được ai đứng ra bảo lãnh và giao vũ khí trừ quân đội Đức Quốc xã. Sau cả hai lần đề nghị bị từ chối, một số nhóm quân của A. A. Vlasov đã tổ chức bắn vào quân Đức hoặc sửa soạn đầu hàng Hồng quân Xô Viết.
Ngày 10 tháng 5, một nhóm quân Vlasov bị bao vây và bị bắt làm tù binh trong một khu rừng phía Tây Bắc thị trấn Ľutov. Những người này khai rằng ngày 9 tháng 5, các chỉ huy cao cấp của ROA mở cuộc họp đặc biệt tại Carlsbad và đi đến kết luận cần tập trung tàn quân ROA về phía Nam nước Đức, lợi dụng dãy núi Alpe để ẩn náu, chờ đến khi bùng nổ cuộc chiến mới giữa các đồng minh Anh - Mỹ với Liên Xô, ROA sẽ hoạt động trở lại hoặc di tản sang các nước phương Tây. Để phục vụ kế hoạch này, một số sĩ quan cao cấp của ROA đã bắt liên lạc với một số chỉ huy sư đoàn của Tập đoàn quân 3 (Hoa Kỳ). Ngày 12 tháng 5, tướng A. A. Vlasov và tướng S. K. Bunyachenko đã rút Sư đoàn 1 ROA về phía Tây Nam Tiệp Khắc, cách Đông Nam Plzeň khoảng 40 km chờ quân Mỹ kéo đến để ra hàng. Bảo vệ cho Bộ chỉ huy Quân đoàn ROA của A. A. Vlasov là Lữ đoàn SS 29 "Rona" đã tiến hành những cuộc đàn áp đẫm máu những người Ba Lan khởi nghĩa ở Warszawa dưới sự chỉ huy của tướng Bronislav Vladislavovic Kaminskiy. Tuy nhiên, quân đội Mỹ đã dừng lại đúng giới tuyến quy định. Cùng ngày 12 tháng 5, Lữ đoàn xe tăng cận vệ 24 và Trung đoàn pháo tự hành cận vệ 104 thuộc Tập đoàn quân xe tăng 4 đã tiến vào Plzeň.
Cuối ngày 13 tháng 5, Quân đoàn xe tăng 25 (Tập đoàn quân cận vệ 3) của thiếu tướng E. I. Fominyk đã cơ động nhanh từ Žatec xuống phía Nam và phát hiện đạo quân của A. A. Vlasov ở Đông Nam thành phố Plzeň. Không để mất thời gian, tướng E. I. Fominyk lệnh cho đại tá I. P. Mishenko huy động toàn bộ Lữ đoàn xe tăng 162 đuổi theo. Một tiểu đoàn bộ binh cơ giới thuộc Lữ đoàn cơ giới 20 do đại úy M. I. Iakusov vượt lên phía trước, lập một chốt chặn trên con đường bộ nối Plzeň với Plana. Đại úy M. I. Iakusov cùng tổ sĩ quan SMESH gồm thiếu tá P. T. Vinogradov và thượng úy N. P. Ignashkin đã chiêu hàng được đại úy P. N. Kuchinsky, tiểu đoàn trưởng tiểu đoàn 3 thuộc Sư đoàn 1 ROA và người này đã chỉ rõ vị trí Bộ tham mưu của A. A. Vlasov trong đoàn quân. A. A. Vlasov bị bắt ngay sau đó trong khi các họng súng trên xe tăng của Lữ đoàn 162 sẵn sàng nhả đạn. Cùng bị bắt với A. A. Vlasov còn có tướng S. K. Bunyachenko cùng toàn bộ bộ tham mưu, sĩ quan và binh lính Sư đoàn 1 ROA.
Một số lãnh đạo của Phong trào dân tộc Nga tự do khác đã trốn thoát sang tuyến kiểm soát của liên quân Anh-Mỹ. Trong số đó có tướng của Sa hoàng Pyotr Nikolayevich Krasnov, nguyên thủ lĩnh "Quân đội Cossack sông Đông" thời nội chiến Nga; thiếu tướng Đức Quốc xã Semyon Nikolayevich Krasnov (cháu của P. N. Krasnov); Andrey Grigoryevich Skuro, cựu tư lệnh Quân đoàn đoàn kỵ binh 3 thuộc tập đoàn quân của Anton Ivanovich Denikin, trung tướng quân đội Đức Quốc xã; bá tước Klich Shahanovich Sultan Giray, thiếu tướng Đức Quốc xã, Timofei Nikolaevich Domanov, thiếu tướng Đức Quốc xã. Những người này và 125 cựu sĩ quan bạch vệ cao cấp khác từ trại Cossack ở Ý chạy đến thành phố Graz của Áo và bị quân đồng minh Anh-Mỹ bắt giữ và đưa về doanh trại của họ. Ban đầu, người Anh có ý định cho họ tị nạn chính trị và vấp phải sự phản đối mạnh mẽ từ phía Liên Xô. Chính phủ Liên Xô tuyên bố rằng tất cả những người thuộc lực lượng ROA, RBN, quân SS Cossack, quân cảnh SS Ukraina, quân cảnh SS Nga đã chiến đấu trong hàng ngũ quân đội Đức Quốc xã phải bị coi là tội phạm chiến tranh và yêu cầu dẫn độ những người này đến tuyến kiểm soát của Liên Xô. Sau một thời gian trì hoãn, ngày 29 tháng 5, quân đội Anh đã dùng ô tô chuyển giao những người này cho quân đội Liên Xô. Một đội lính gác NKVD Liên Xô thay thế cho đội lính gác của quân đội Anh trên tuyến phân giới gần thành phố Graz.
Ngày 1 tháng 8 năm 1946, tại Moskva, A. A Vlasov, S. K. Bunyachenko, F. I. Trukhin, V. F. Malyshkin, D. E. Zakutny, G. N. Zhilenkov, G. A. Zvelev, M. A. Meandrov và nhiều cựu sĩ quan cao cấp của ROA cũng như một số thành viên Ủy ban giải phóng dân tộc Nga (KONR) bị tòa án Liên Xô tuyên án tử hình.
Ngày 16 tháng 1 năm 1947, tại Moskva, đến lượt nhóm P. N. Krasnov, S. N. Krasnov, A. G. Skuro, Sultan Giray và T. N. Domanov bị Tòa án tối cao Liên Xô tuyên án tử hình vì tội phản quốc.

## Kết quả, đánh giá và ảnh hưởng

### Kết quả

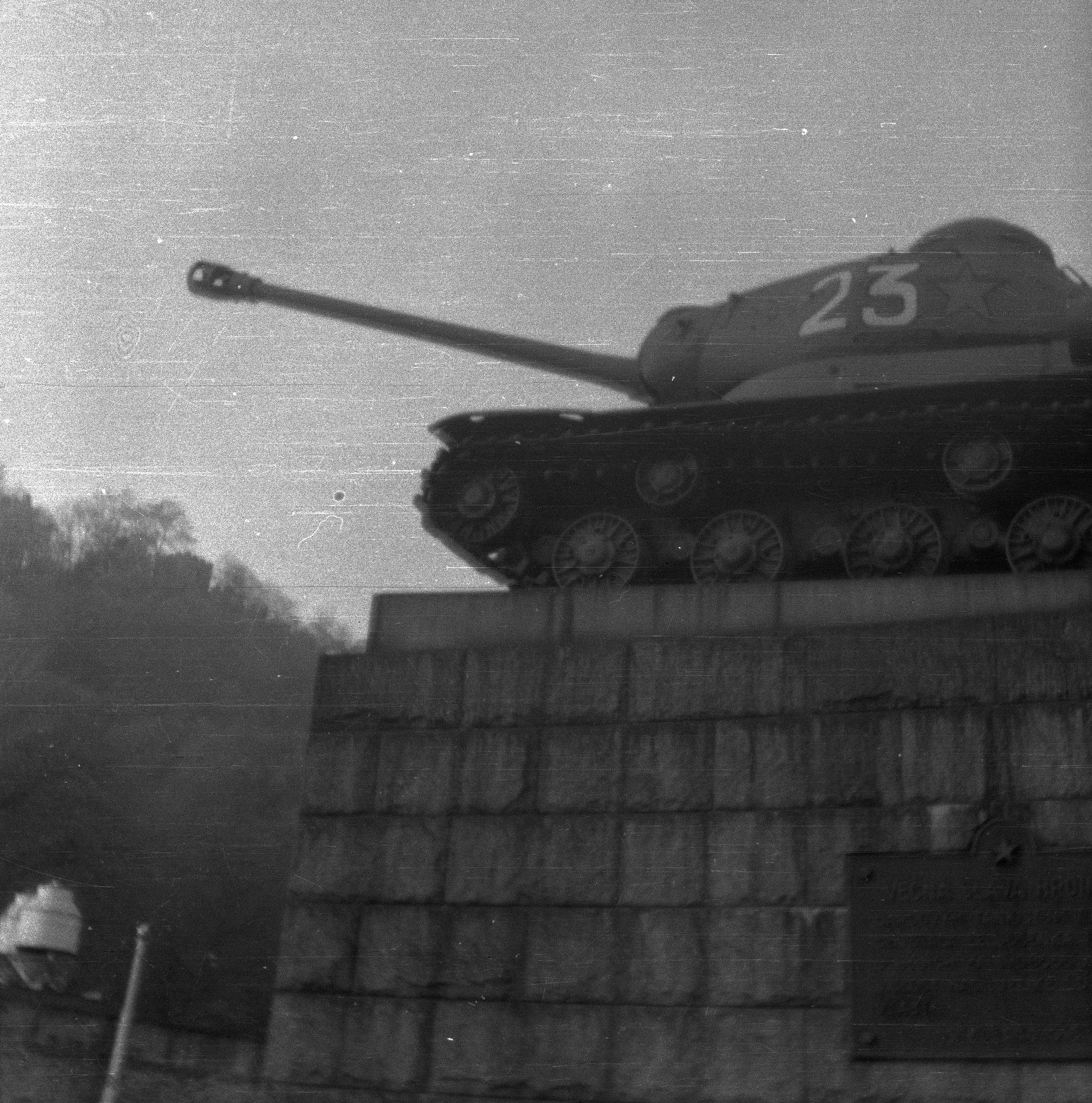
Đài kỷ niệm chiếc xe tăng IS-2 số 23 tại Praha, (ảnh chụp tháng 10 năm 1979)

Ngày 18 tháng 4, năm 1945, Cụm tập đoàn quân "Dự bị" (Đức) đầu hàng quân đội đồng minh Anh - Mỹ tại khu vực Ruhr. Ngày 22 tháng 4 năm 1945, Cụm tập đoàn quân "B" (Đức) đầu hàng quân đội đồng minh Anh-Mỹ ở miền Trung-Tây nước Đức. Ngày 29 tháng 4, Cụm tập đoàn quân "C" (Đức) đầu hàng quân đội đồng minh Anh - Mỹ ở Bắc Ý. Ngày 1 tháng 5 năm 1945, Cụm tập đoàn quân "Áo" (Đức) đầu hàng quân đội Hoa Kỳ ở miền Trung nước Áo. Ngày 2 tháng 5 năm 1945, Cụm tập đoàn quân "Wisla" (Đức) đầu hàng quân đội Liên Xô tại khu vực Berlin và Đông Bắc nước Đức. Ngày 4 tháng 5, Cụm tập đoàn quân "D" Đức đầu hàng các lực lượng Mỹ-Anh ở Tây-Bắc Đức, Hà Lan, Schleswig-Holstein và Đan Mạch. Ngày 5 tháng 5 năm 1945, Cụm tập đoàn quân "G" (Đức) đầu hàng quân đội Anh-Mỹ ở khu vực Bavaria. Ngày 7 tháng 5 năm 1945, Cụm quân "Kurland" (Đức) đầu hàng quân đội Liên Xô tại bán đảo cùng tên trên đất Latvia. Ngày 12 tháng 5 năm 1945, Cụm tập đoàn quân Trung tâm (Đức) đầu hàng quân đội Liên Xô ở phía Đông Praha. Cùng với các chiến dịch của quân đội đồng minh Anh - Mỹ ở Mặt trận phía Tây và Chiến dịch Berlin, Chiến dịch Praha là chiến dịch kết thúc Chiến tranh thế giới thứ hai ở châu Âu với thắng lợi hoàn toàn của phe Đồng Minh chống phát xít. Quân đội Liên Xô hoàn thành sứ mạng giải phóng Tiệp Khắc với cái giá phải trả là 140.000 sĩ quan và binh sĩ.
Toàn bộ quân đội Đức Quốc xã tại Tiệp Khắc đều hoặc bị tiêu diệt, hoặc bị quân đội Liên Xô và quân đội Hoa Kỳ bắt làm tù binh. Toàn bộ vũ khí và phương tiện chiến tranh của nước Đức Quốc xã trong khu vực đều bị phá hủy hoặc thu giữ.
Praha là thành phố lớn cuối cùng ở châu Âu được giải phóng ngày 9 tháng 5 năm 1945. Ngày này trở thành ngày quốc khánh của Tiệp Khắc từ năm 1945 đến năm 1990.

### Đánh giá
Đánh giá chiến thắng của Hồng quân trong Chiến dịch Praha, Chủ tịch Tiệp Khắc Klement Gottwald phát biểu:
| “                   | Ngày 9 tháng 5 là một ngày thực sự tuyệt vời và ngày kỷ niệm quốc gia lớn nhất của chúng tôi. Vào ngày này năm 1945, sự chiếm đóng của Đức Quốc xã đe dọa sự tồn vong của các dân tộc Séc và Slovakia đã chấm dứt vĩnh viễn. Ngày này đồng thời là một cột mốc lịch sử, khi các dân tộc Séc và Slovakia bắt đầu một kỷ nguyên mới tốt đẹp nhất trong lịch sử của họ, một kỷ nguyên của độc lập dân tộc thực sự, là thời đại làm chủ của con người, là thời đại tự do của quần chúng lao động, là thời kỳ xây dựng xã hội chủ nghĩa. Các điều kiện lịch sử đã làm nên một loạt sự kiện lịch sử trên đất nước chúng ta là gì? Yếu tố quan trọng và quyết định nhất là các lực lượng vũ trang Hồng quân, sự liên minh và sự hợp tác anh em của Liên Xô. | ” |
| — Klement Gottwald. | |   |

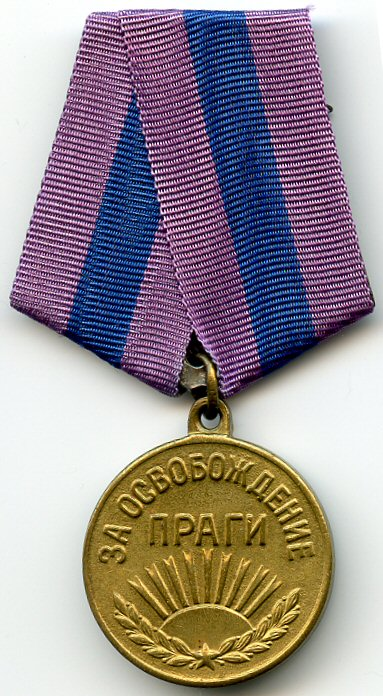
Huy chương Vì sự giải phóng Praha

Dưới cái bóng lớn của Chiến dịch Berlin, trong nhiều năm sau Chiến tranh thế giới thứ hai, Chiến dịch Praha thường chỉ được đề cập đến trong một số lĩnh vực chính trị - xã hội và tuyên truyền. Tuy nhiên, các tướng lĩnh, sĩ quan Liên Xô tham gia Chiến dịch này ngày càng có nhiều ý kiến tổng kết về chiến dịch. Đánh giá chung của họ cho rằng đây là một trong các chiến dịch có tốc độ tấn công nhanh nhất trên mặt trận Xô-Đức trong Chiến tranh thế giới thứ hai. Ở Phương diện quân Ukraina 1, tốc độ trung bình từ 30 đến 35 km/ngày. Ở Phương diện quân Ukraina 2, tốc độ tấn công cũng đạt đến 35 km/ngày trên cánh trái và 25 km/ngày trên cánh phải. Tại Phương diện quân Ukraina 4, tốc độ tấn công chậm hơn nhưng cũng đạt được mức 20 đến 25 km/ngày.
Chiến dịch này cũng là một trong những chiến dịch có số lượng binh lực, vũ khí, phương tiện chiến tranh cùng tham gia vào hàng lớn nhất trong Chiến tranh thế giới thứ hai ở châu Âu. Quân đội Liên Xô, Romania và Tiệp Khắc có 181 sư đoàn và 19 lữ đoàn bộ binh, 3 tập đoàn quân xe tăng, 4 quân đoàn xe tăng và 2 quân đoàn cơ giới độc lập, 11 sư đoàn và 135 lữ đoàn, trung đoàn pháo binh; tổng quân số 2.028.000 người, được trang bị 30.452 pháo và súng cối, 1.960 xe tăng, 3.014 máy bay. Quân đội Đức Quốc xã có 62 sư đoàn bộ binh, 16 sư đoàn xe tăng và cơ giới, 35 trung đoàn và 120 tiểu đoàn độc lập. Tổng quân số trên 900.000 người, được trang bị 9.700 pháo và súng cối, 1.900 xe tăng và khoảng 1.000 máy bay.
Chiến dịch Praha thu được thắng lợi nhanh chóng còn do hệ quả tinh thần từ Chiến dịch Berlin, quân đội Đức Quốc xã chiến đấu chỉ còn với mục đích chạy thoát nhanh hơn sang phía Tây để không phải đầu hàng quân đội Liên Xô mà đầu hàng quân đội đồng minh Anh và Hoa Kỳ. Do trung tâm chỉ huy của nước Đức Quốc xã bị chia cắt hoàn toàn với các mặt trận nên quân đội Đức Quốc xã tại khu vực phía Tây Tiệp Khắc bị cô lập hoàn toàn với các Cụm tập đoàn quân khác và chỉ còn liên lạc được với nhau qua điện đài. Sự thiếu phối hợp hành động là một nguyên nhân dẫn đến sự tan rã sớm của Cụm tập đoàn quân Trung tâm (Đức).

### Ảnh hưởng

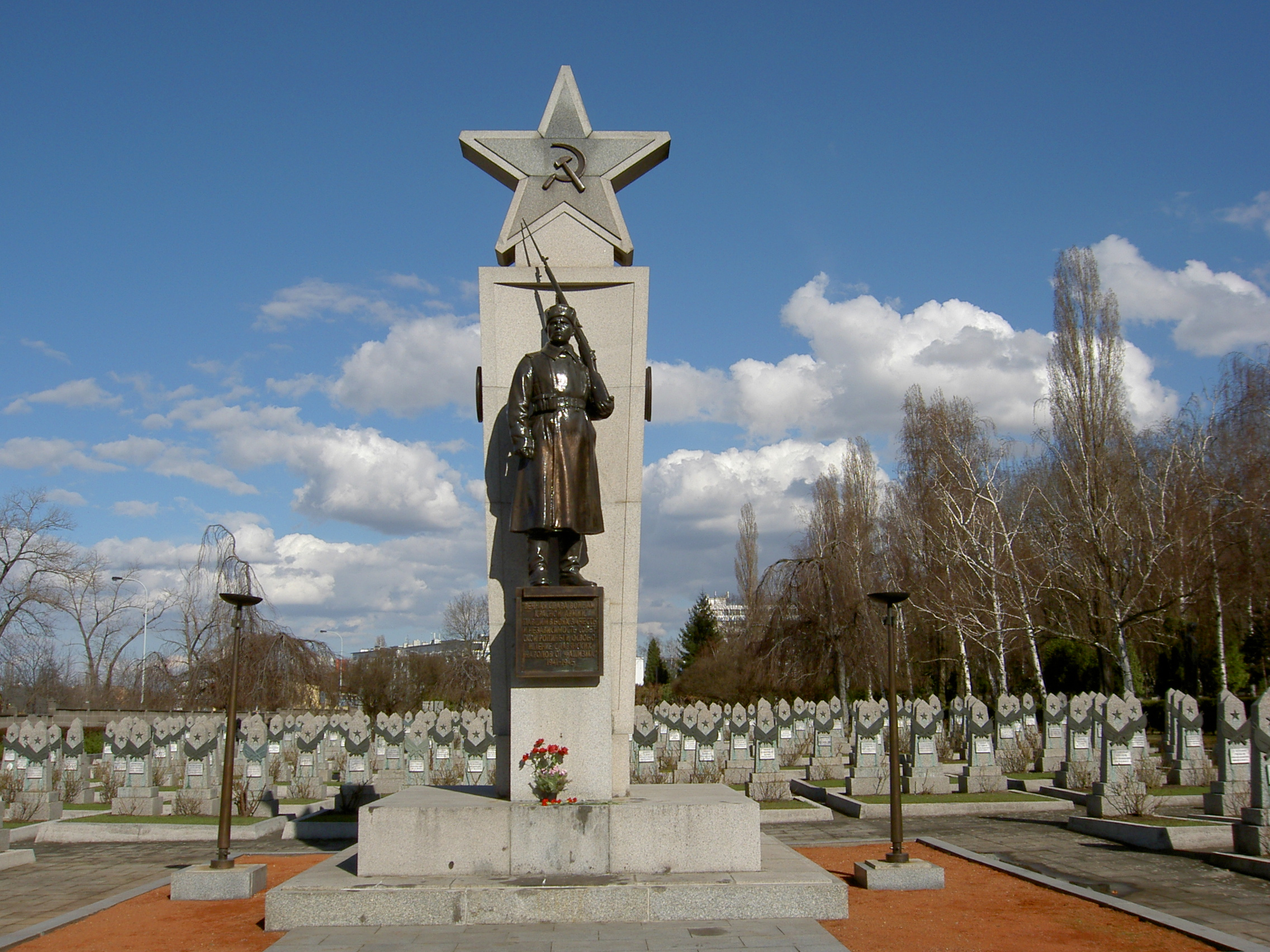
Tượng đài người lính Hồng quân Liên Xô tại nghĩa trang quân sự Olšansky, Praha

Sau chiến dịch này, hơn 50 đơn vị chiến đấu xuất sắc đã được mang tên "Praha". Xô Viết tối cao Liên Xô đã lập ra "Huy chương Vì sự giải phóng Praha", hơn 10.000 quân nhân Liên Xô, Tiệp Khắc, Romania và Ba Lan được tặng thưởng huy chương này. Hàng nghìn quân nhân Liên Xô, Tiệp Khắc, Romania và Ba Lan được tặng thưởng Huân chương của nhà nước Tiệp Khắc. Hàng trăm sĩ quan, binh sĩ được tặng danh hiệu Anh hùng Liên Xô và Anh hùng Tiệp Khắc.
Sau chiến tranh, hàng chục nghĩa trang đã được thành lập để chôn cất thi thể và hài cốt của hơn 140.000 quân nhân Liên Xô và hàng chục nghìn quân nhân Tiệp Khắc, Ba Lan và Romania đã tử trận trong công cuộc giải phóng Tiệp Khắc. Trong đó, nghĩa trang lớn nhất là nghĩa trang Olsany ở Praha. Các đài tưởng niệm được dựng lên tại Praha và các thành phố miền Tây Tiệp Khắc như Teplice, Slavonice, Liberec, Liboc, Ruzyně. Trong cuộc khủng hoảng và sau sự sụp đổ của khối xã hội chủ nghĩa ở Đông Âu, một số công trình đã bị xâm hại hoặc bị dỡ bỏ. Tượng đài kỷ niệm chiếc xe tăng IS-2 số 23 tham gia chiến dịch giải phóng Praha nguyên là một di tích quốc gia cũng bị dỡ bỏ khỏi quảng trường Kinský (nguyên là quảng trường Smíchově) ngày 13 tháng 6 năm 1991. Sau đó, nó được sơn thành màu hồng và chuyển đến Bảo tàng kỹ thuật quân sự Lešany bằng đường thủy dọc theo sông Vltava.

## Danh mục tài liệu tham khảo chính

### Tiếng Nga
- Конев, Иван Степанович. Сорок пятый. — М.: Воениздат. 1970.
- Еременко, Андрей Иванович. Годы возмездия 1943-1945. — М.: Финансы и статистика, 1985.
- Самсонов, Александр Михайлович Крах фашистской агрессии 1939-1945. — М.: Наука, 1980.
- Г. Ф. Кривошеев. Россия и СССР в войнах XX века: Потери вооруженных сил. Олма пресс. Москва. 2001.
- Крайнюков, Константин Васильевич. Оружие особого рода. М.: Воениздат. 1978.
- Москаленко, Кирилл Семёнович. На Юго-Западном направлении. 1943-1945. Книга II. — М.: Наука, 1973
- Жадов, Алексей Семенович. Четыре года войны. — М.: Воениздат, 1978.
- Сандалов, Леонид Михайлович. После перелома. — М.: Воениздат, 1983.
- Лелюшенко, Дмитрий Данилович. Москва-Сталинград-Берлин-Прага. Записки командарма. — М.: Наука 1987.
- Плиев, Исса Александрович. Дорогами войны - В боях за освобождение Румынии, Венгрии, Чехословакии. — М.: Книга, 1985
- Шебунин, Александр Иванович. Сколько нами пройдено... — М.: Воениздат, 1971.
- Голль, Шарль, де. Военные мемуары: Спасение 1944–1946. — М.: ACT, Астрель, Транзиткнига, 2004.
- 9 Мая 1945 года. / Составители: В. Д. Вознесенский Д. Б. Рубежный. Под редакцией члена-корреспондента АН СССР А. М. Самсонова. — М.: Наука, 1970.
- Русский архив: Великая Отечественная: Т. 15 (4-5). Битва за Берлин (Красная Армия в поверженной Германии).— М.: Терра, 1995.

### Tiếng Tiệp
- Ludvik Svoboda. Buzuluku do Prahy. — Praha: NaŠe Vojsko, 1963.
- Pohled univ. prof. dr. Alberta Pražáka, předsedy Revoluční České národní rady, na pražské květnové povstání, zveřejněný ve sborníku statí „Pražská květnová revoluce 1945" u příležitosti výstavy k jejímu 1

### Tiếng Đức
- Tippelskirch, Kurt von. Geschichte des Zweiten Weltkrieges. — Bonn, 1954.

### Tiếng Anh
- Thomas B. Buell, John N. Bradley, Jack W. Dice, John H. Bradley. The Second World War: Europe and the Mediterranean. United States Military Academy. Department of History. Square One Publishers, Inc., 2002.

### Tiếng Việt
- S. M. Shtemenko. Bộ Tổng tham mưu Xô Viết trong chiến tranh. Tập 2. Nhà xuất bản Tiến Bộ. Moskva. 1985.